# Серебрякова Зінаїда Євгенівна
Зінаїда Євге́нівна Серебряко́ва (до шлюбу Лансере, фр. Zinaida Serebrâkova; 30 листопада (12 грудня) 1884, Нескучне, Білгородський повіт Курської губернії (нині Харківська область, Україна) — 19 вересня 1967, Париж) — українська  та французька художниця. Писала пейзажі, натюрморти і портрети. Авторка монументальних стінописів. Належала до товариства «Світ мистецтва».

## Життєпис
Народилась 12 грудня 1884 в родинному маєтку Нескучне шостою дитиною у родині. Родовід Зінаїди походить від знаменитої династії скульпторів, архітекторів і художників Бенуа-Лансере. Батько скульптор-анімаліст Євген Олександрович Лансере. Мати, Катерина Миколаївна Бенуа–Лансере (1850 — 3 березня 1933 р.) — займалася графікою й живописом. Дід Микола Бенуа — архітектор, академік і професор архітектури Імператорської академії мистецтв. Брати: Євген (графік, живописець) та Микола (архітектор, художник). По сусідству на хуторі мешкала сестра батька — Зінаїда Олександрівна Лансере, у шлюбі Серебрякова.

### Ранні роки й навчання
23 березня 1886, коли Зінаїді було 2 роки, помер від туберкульозу батько. Восени того ж року мати з шістьма дітьми переїхала до Санкт-Петербурга в будинок Бенуа (нині розташований на вулиці Глінки, 15). Перші художні навички Зінаїда отримала в родині. 1900 року закінчила Коломенську жіночу гімназію в Санкт-Петербурзі та вступила до художньої школи, яку заснувала княгиня Марія Тенішева. Навчалась у класі Іллі Рєпіна, проте залишила школу після місяця навчання в зв'язку з тимчасовим її закриттям після відходу з неї Рєпіна.
У 1902—1903 мандрувала з матір'ю та двома сестрами Італією, знайомилася з творами класичного живопису й сама писала картини.
У 1903—1905 вивчала художню майстерність у портретиста Осипа Браза в Санкт-Петербурзі.
У 1905—1906 навчалась в Академії Ґранд-Шомьєр у Парижі.
9 вересня 1905 одружилася з інженером Борисом Серебряковим, сином її тітки — Зінаїди Лансере.
У родинному маєтку на хуторі Нескучне нерідко влаштовували літературні й музичні вечори, які відвідували Костянтин Сомов, Сергій Прокоф'єв, Сергій Рахманінов, Анна Ахматова та ін.
Лансере-Серебрякова досконало відтворювала картини відомих європейських майстрів, зокрема Рубенса й Тіціана в Ермітажі; Ватто, Жана-Оноре Фрагонара, Дега й Ренуара в Парижі.

### Дореволюційні роки

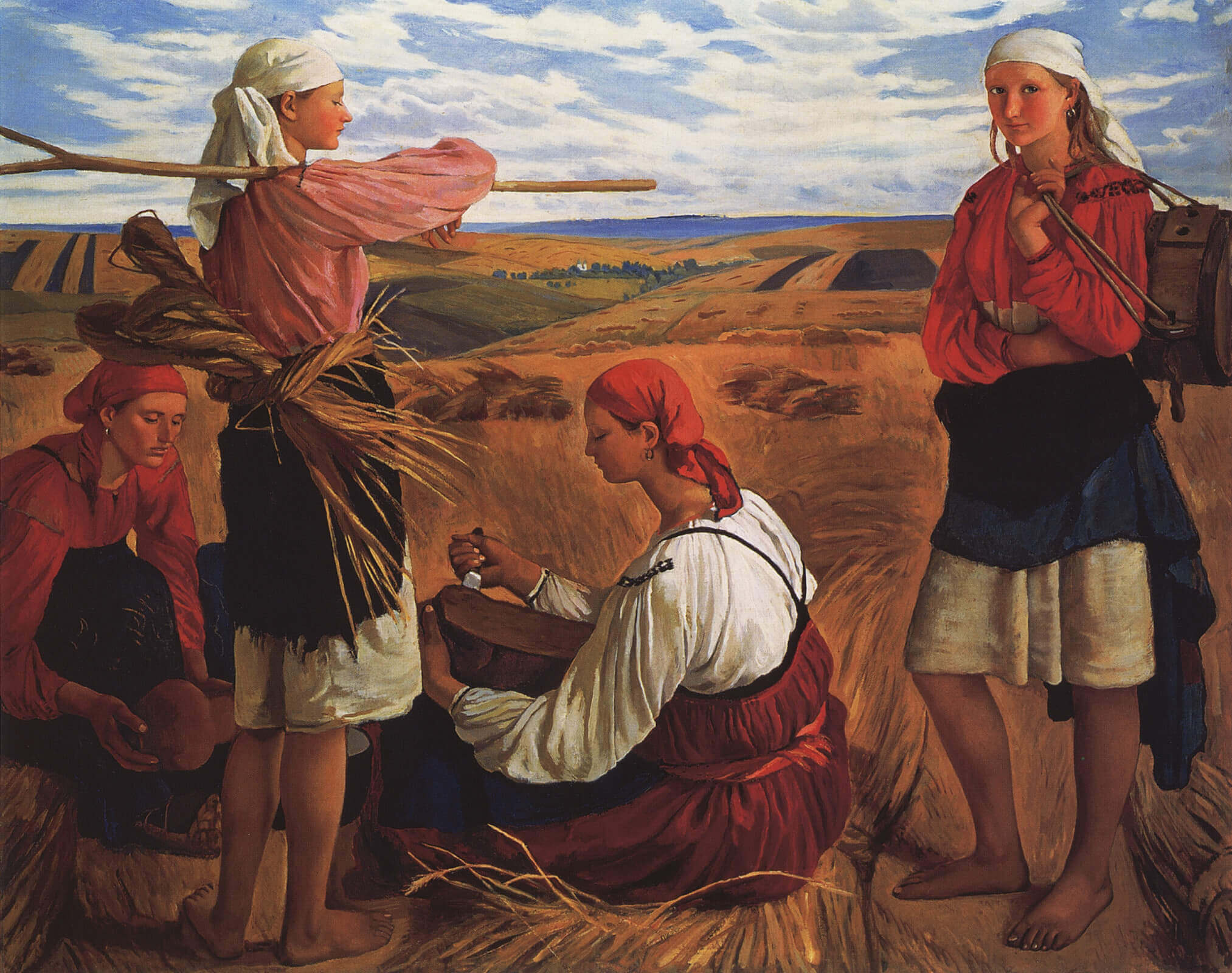
Жнива, 1915

Ранні твори — картини «Селянська дівчина» (1906, Російський музей) і «Квітучий сад» (1908, приватна колекція) передають любов до світу й людей, розповідають про мальовничу природу й селянське життя, різнокольорове буяння Слобожанщини.
Визнання приніс автопортрет («Зінаїда Серебрякова. Біля туалетного столика», 1909, Державна Третьяковська галерея), який в 1910 вперше презентували на виставці «Світ мистецтва». Згодом мисткиня написала ще 12 полотен — портрети рідних, знайомих, селян, пейзажі й етюди. Після автопортрета широку популярність набули картини «Купальниця» (1911, Російський музей), «К. Є. Лансере» (портрет рідної сестри — Катерини Євгенівни Зеленкової; 1911, приватна колекція) і «Катерина Лансере» (портрет матері художниці; 1912, Російський музей).
У січні 1910 вперше виставила свої роботи («Автопортрет» та «Портрет няні») на Виставці сучасних російських жіночих портретів в редакції журналу «Аполлон».
У 1911 вступила до товариства «Світ мистецтва». Її картини відрізнялась від творів інших членів групи простими сюжетами, гармонією і пластичністю.
1914—1917 — період розквіту її творчого й особистого життя. Пише серію картин, що відображають народне життя, селянську працю, природу рідного маєтку в Нескучному: «Селяни» (1914—1915, Російський музей), «Яблуня» (написана в родовому маєтку) тощо. Окремо у творчості Зінаїди Серебрякової виділяються зображення її чотирьох дітей. Найвідоміша картина «За сніданком» (1914) відтворює домашній затишок.
Вагоме місце у її творчості займають картини «Жнива» (1915, Одеський художній музей) і «Вибілювання полотна» (1917, Державна Третьяковська галерея). Фігури селянок, зображені на тлі неба і поля, набувають монументальності, підкресленої низькою лінією горизонту.
У 1916 Олександр Бенуа отримав замовлення на розпис Казанського вокзалу в Москві й запросив Євгена Лансере, Бориса Кустодієва, Мстислава Добужинського й Зінаїду Серебрякову долучитися до роботи. Вона взяла тему Сходу, де Індія, Японія, Туреччина та Сіам алегорично були представлені у вигляді красунь. У цей період вона працює над картиною на тему слов'янської міфології. Картина була незавершена.

### 1917—1924
Зустріла Жовтневу революцію в рідному маєтку Нескучне. У грудні 1917 через грабежі сімей поміщиків, сім'я Серебрякових переїхала до Змієва.
У 1918 чоловік був заарештований у Москві, потім звільнений, і 22 березня 1919 помер від висипного тифу в орендованій квартирі, розташованій на вулиці Конторська, 25-А в Харкові.
До листопада 1919 родинний маєток Лансере-Бенуа-Серебрякових у Нескучному розграбували й спалили. Незадовго до цього вона із хворою матір'ю та чотирма дітьми переселилися до Харкова. Через дефіцит олійних фарб змушена була перейти на вугілля та олівець. У цей період написані одні з найвідоміших групових портретів дітей Серебрякової — «На терасі в Харкові» і «Картковий будиночок».
Художниця відмовилася перейти на популярний за радянських часів футуристичний стиль або малювати портрети комісарів.
У січні-жовтні 1920 працювала в Харківському археологічному музеї, де виконувала зарисовки експонатів. Сімейство жило в Харкові на межі бідності.
У вересні 1920 отримала телеграму від Олександра Бенуа, який повідомляв про можливість для неї отримати роботу в одному з пітерських музеїв. У грудні 1920 сім'я переїхала до Петрограда. Перші місяці після переїзду родина мешкала на вулиці Лахтинській у квартирі харківських друзів — Б. С. й Р. А. Баскових, а згодом, у власній «дореволюційній» квартирі на 1-й лінії Василівського острова.
Навесні 1921 разом із матір'ю та дітьми переїхала до «родинного будинку Бенуа» (вулиця Глінки). У квартиру підселили «на ущільнення» артистів МХАТу. Впродовж наступних років у її творчості з'явилися нові теми для малювання, а саме театральне життя.
У 1924 роботи художниці з успіхом демонструвались на виставці в Нью-Йорку, де було представлено 14 полотен. Особливу зацікавленість у глядачів викликала картина «Спляча дівчинка на червоній ковдрі» (1923).

### Еміграція
Попри постійну зайнятість, заробітку ледь вистачало, щоб прогодувати матір і чотирьох дітей. За порадою Олександра Бенуа, який працював в Парижі, Серебрякова 24 серпня 1924 поїхала до Франції, сподіваючись продати свої роботи і отримати замовлення на портрети.
Перші роки життя в Парижі заробляла небагато, і все, що могла, відправляла до СРСР матері і дітям. Влітку 1925 до неї переїхав її молодший син Олександр, разом із ним вона жила в крихітній кімнаті.
У 1927 до Парижу приїхав у відрядження її брат Євген Лансере, який зняв і допоміг обставити для неї двокімнатну квартиру. Після цього вона змогла виписати в Париж дочку Катю, яка приїхала туди в березні 1928. Із двома старшими дітьми, Євгеном і Тетяною, вона побачиться тільки через 36 років.
У 1947 отримала французьке громадянство.
У 1966 представлені її роботи на виставках, що проходили в Москві, Ленінграді та Києві. Її картини мали грандіозний успіх публіки, набули надзвичайної популярності в СРСР. Альбоми друкують мільйонними тиражами.
Померла 19 вересня 1967 в Парижі після крововиливу в мозок. Похована на цвинтарі Сент-Женев'єв-де-Буа.

## Творчість

### Ранні твори
У роки навчання в Осипа Браза створює свої перші картини — «Селянська дівчинка» (1903), «Портрет моєї няні» (1908), «Фруктовий сад цвіте» (1908), «Автопортрет» (1905).
Згодом вона малює портрет «Б. А. Серебряков» (1915) й автопортрет (1922).
Серед захоплень Зінаїди Серебряковї — балет і балетний світ взагалі. Тож не дивно, що серед творів вагоме місце займають картини «Сніжинки в балеті „Лускунчик“», «Балерини в костюмерній», портрети балерин Марії Добролюбової, К. Гейденрейх тощо.
У січні 1910 брала участь у виставці, де одразу отримала схвальні відгуки. Того ж року Олександр Бенуа присвятив Серебряковій один зі своїх «Художніх листів». Комісія із Третьяковської галереї одразу скупила її картини.

###### Марокко, портрети, стінописи
Французькі художники «хворіли» Марокко й Алжиром. Вона із захопленням малювала арабські країни. Двічі, в 1928 і 1932 відвідала Марокко, звідки привезла багато замальовок і ескізів.
У 1934—1936 працювала над стінописом приватного будинку в Бельгії, недалеко від Брюсселя.
Не полишала малювання портретів — серед них як російські емігранти Сергій Прокоф'єв (1926), Костянтин Сомов (1928), так і «Французький селянин» (1926), «Усміхнений молодий рибалка» (1934), «Італійська селянка у винограднику» (1936).

###### Версаль Серебрякової
Зінаїда Серебрякова була і в Версалі, який багато малював Олександр Бенуа. Але Бенуа цікавив Версаль початковий, Версаль короля Людовика XIV, його прогулянки, статуї, його зміни восени та ін.
«Версальський парк» (1926) Серебрякової нагадує подібні твори Бенуа: тут теж паркова скульптура праворуч, партер, що веде вглиб аркуша, геометрично вистрижені рослини. Але все це соковито, інакше, ніяк не тонко і не графічно, як це у Бенуа. І ніяких підстаркуватих королів, трохи слюнявих, що так забавляли Бенуа.
А її «Версаль. Дахи містечка» 1924 року зовсім не схожий ні на чиї роботи — вона могла бути несхожою ні на кого.

## Особисте життя
Чоловік — Борис Анатолійович Серебряков. У шлюбі з ним народила 4 дітей:
- Серебряков Євген Борисович (26 травня 1906, Нескучне, Російська імперія — 1990, Ленінград, СРСР) — архітектор і реставратор, автор акварельних пейзажів; студіював на архітектурному відділенні ленінградського ВХУТЕІН-у, після 1945 року брав участь у відновленні архітектурних пам'яток Петергофа.
- Серебряков Олександр Борисович (7 вересня 1907, Нескучне, Російська імперія — 1995, Париж, Франція) — художник, декоратор, майстер акварельних і темперних пейзажів Франції, Бельгії, Нідерландів, Німеччини, Італії; автор декоративних панно, монументальних розписів, ілюстратор книг і журналів.
- Серебрякова Тетяна Борисівна (22 січня 1912, Санкт-Петербург, Російська імперія — 15 лютого 1989, Москва, СРСР) — художниця-декораторка МХАТ-у й Большого Театру
- Серебрякова Катерина Борисівна (28 червня 1913—26 серпня 2014) — художниця, членкиня-засновниця і почесна президентка Фонду Зінаїди Серебрякової (Франція).

Картини Зінаїди Серебрякової з членами родини
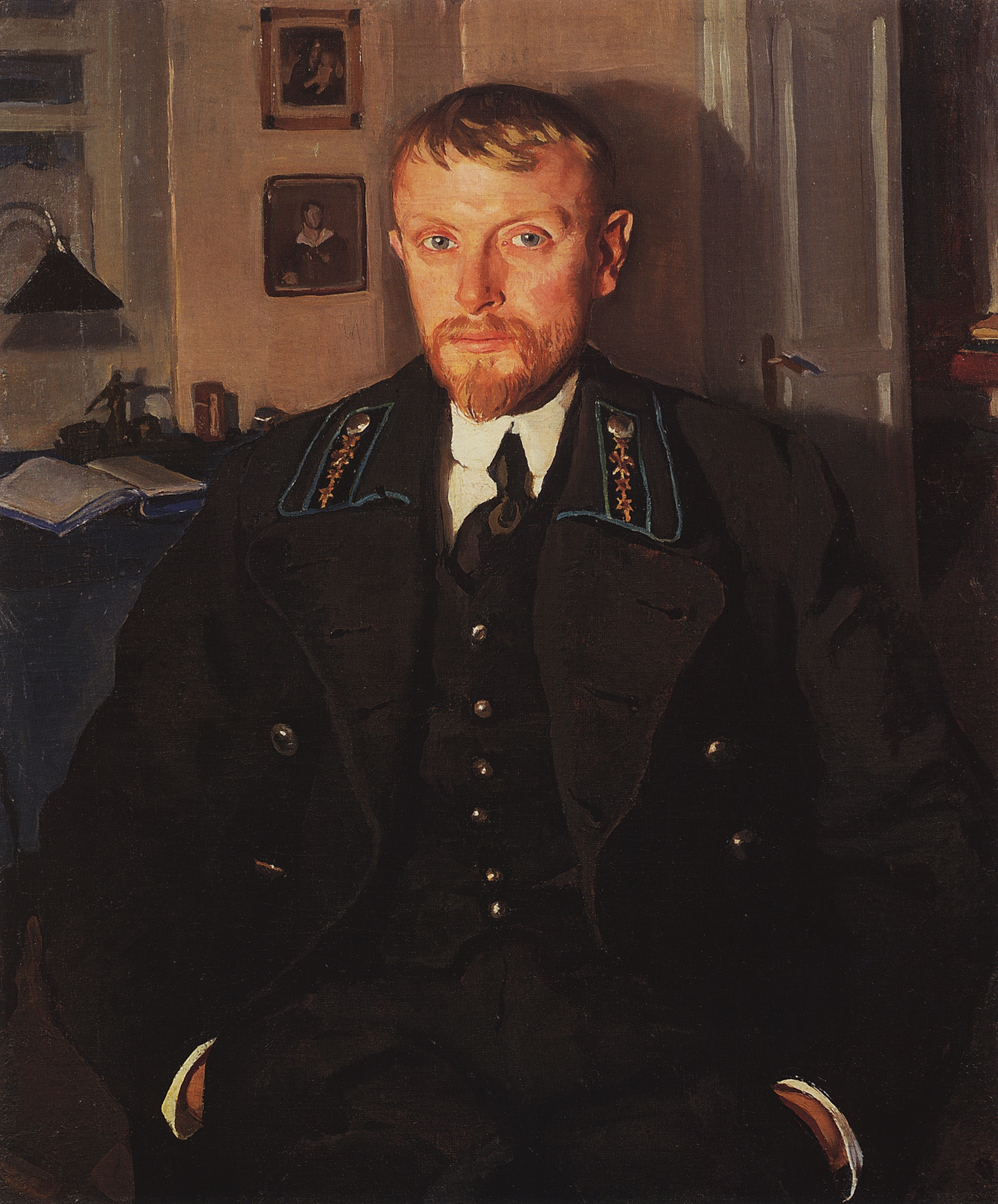
Чоловік, 1913
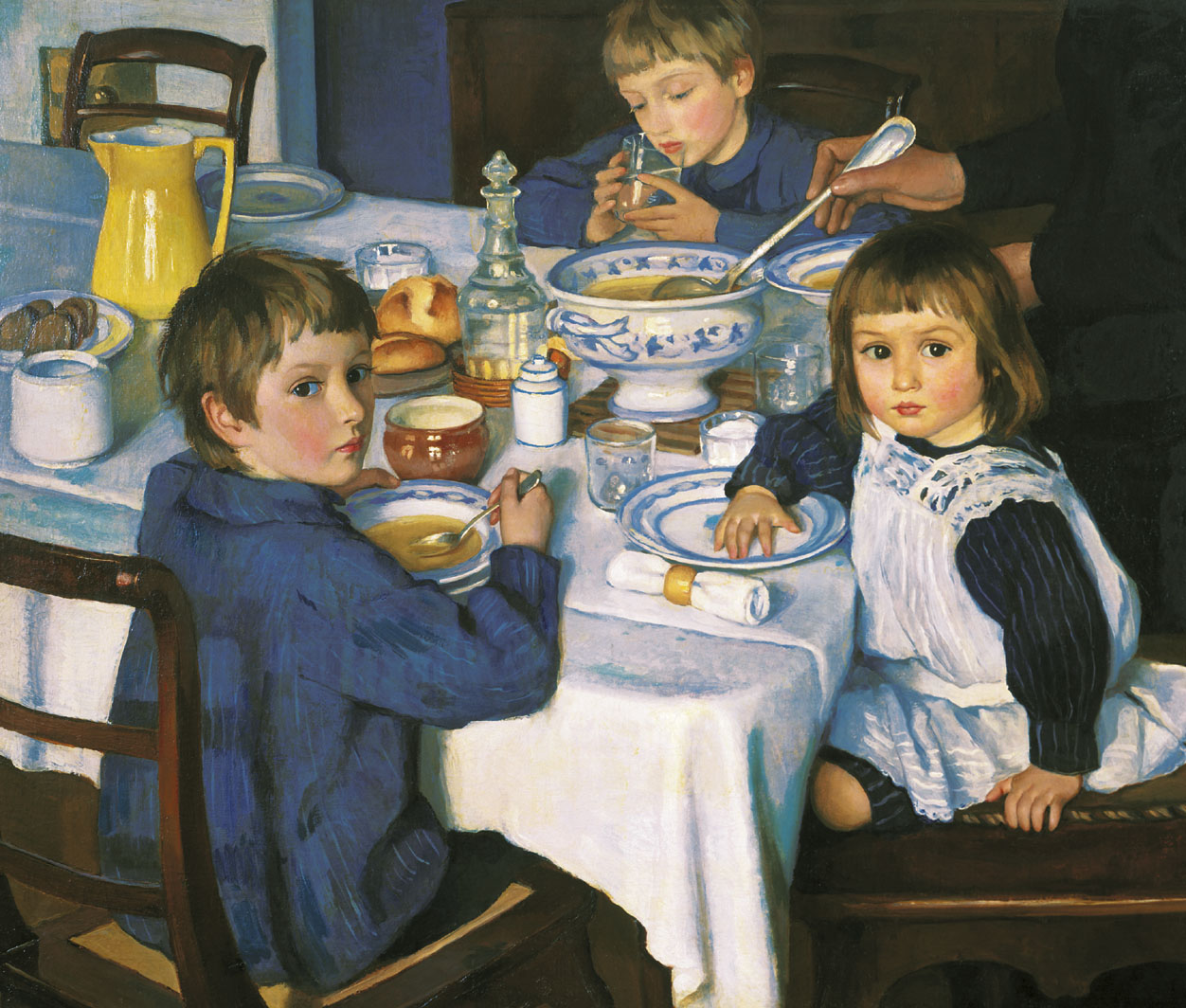
За сніданком, 1914
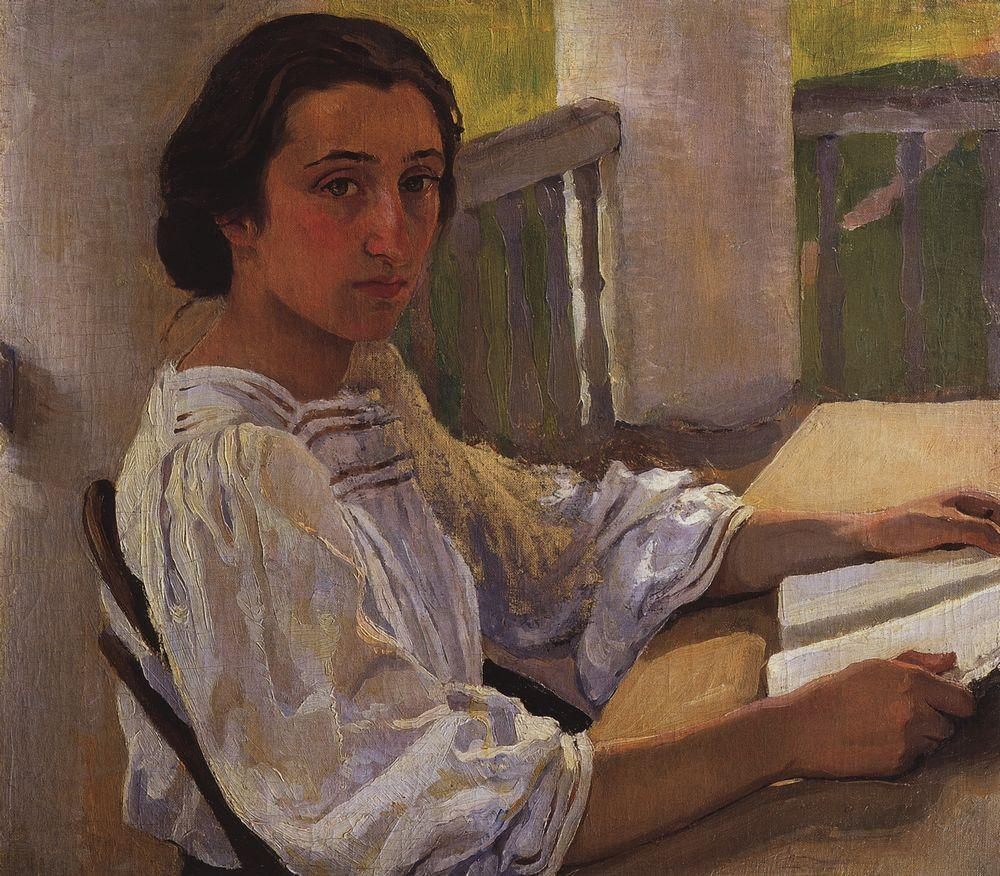
Портрет сестри — Є. Солнцевої, 1914

## Пам'ять
- 9 грудня 2010 року в селі Нескучному з нагоди 126-річчя від дня народження Зінаїди Серебрякової відкрито меморіальну дошку[6].
- 12 квітня 2017 року відбулось урочисте відкриття Історико-культурного центру пам'яті родини Бенуа-Лансере-Серебрякових у селі Нескучне[7].

Поштові марки
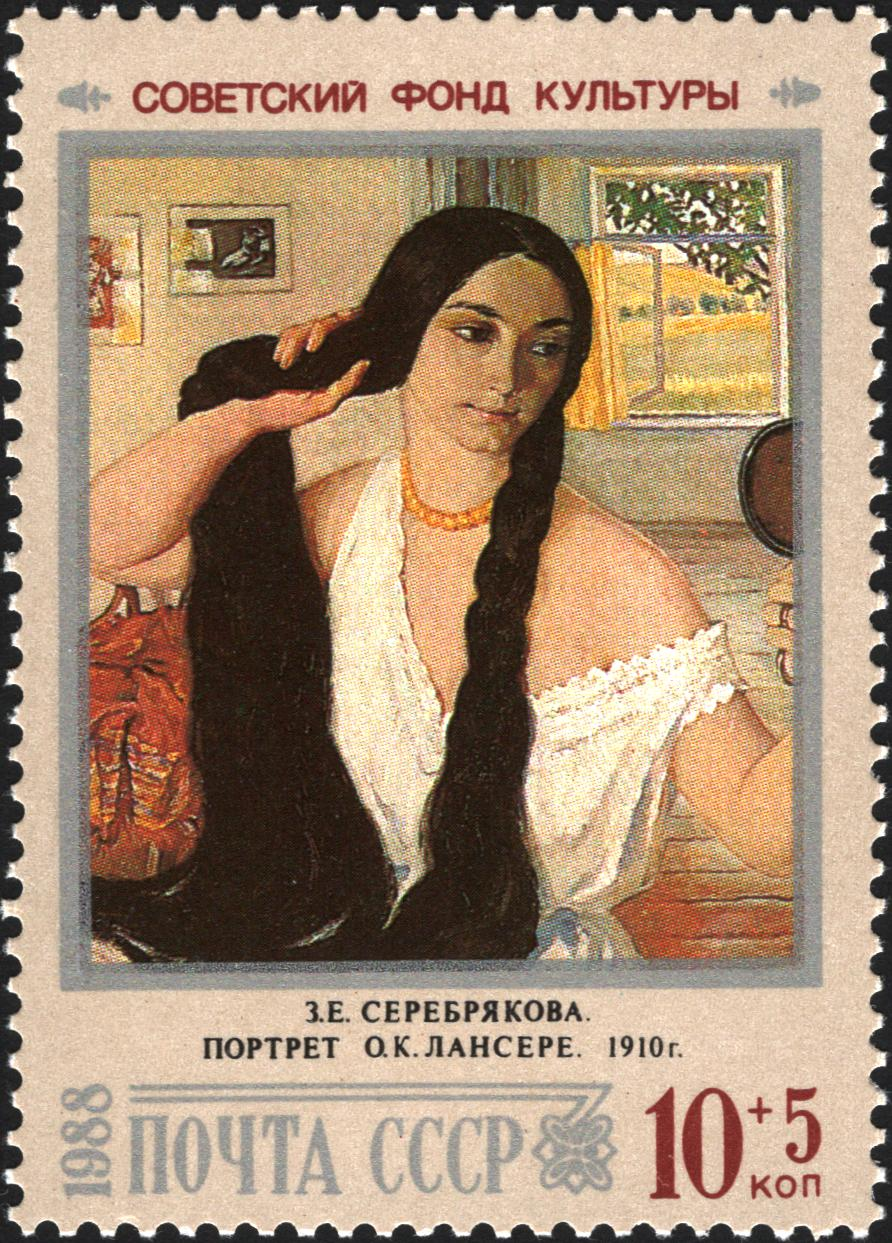
Портрет О. К. Лансере. 1910 (вип. 1988)
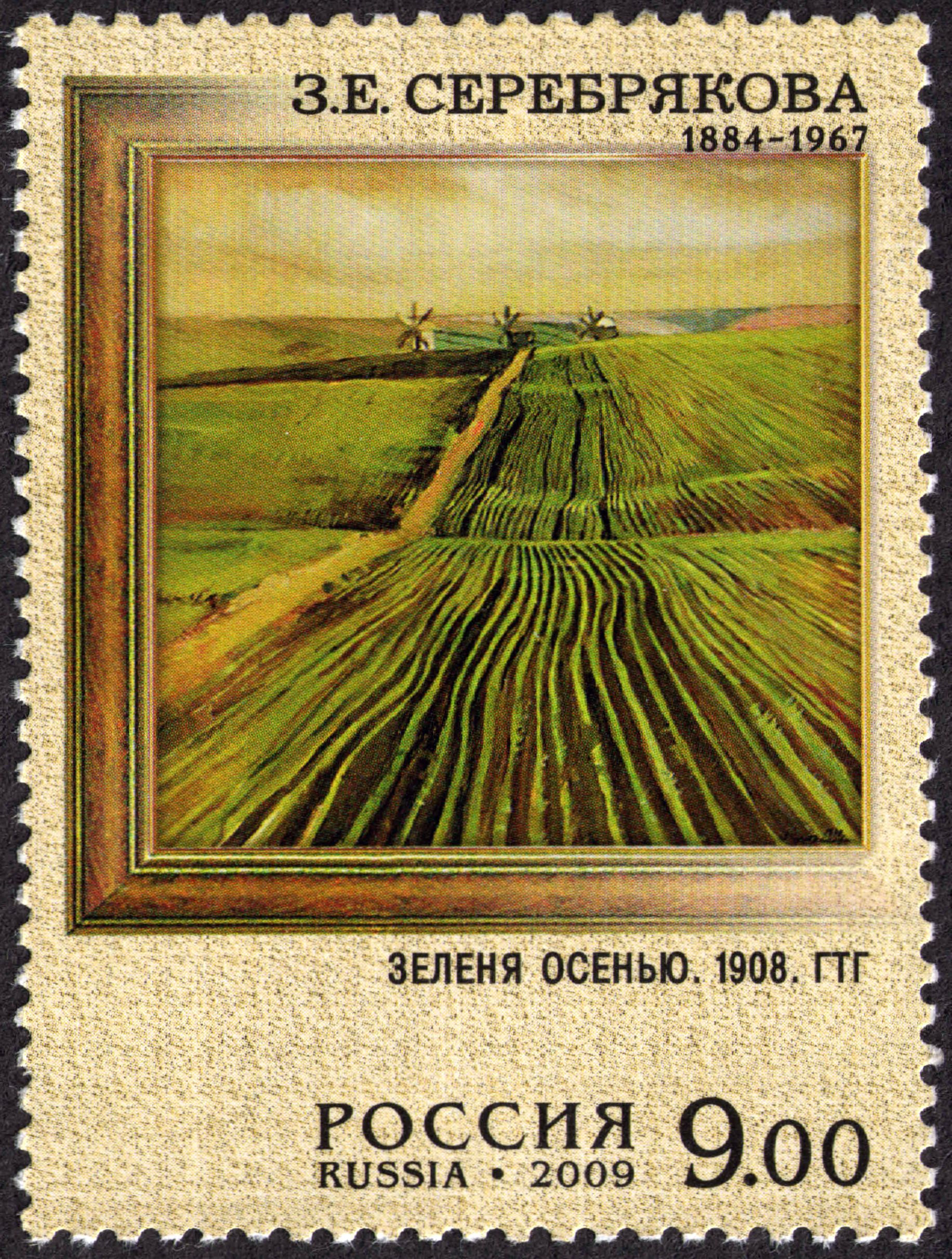
Зеленя восени. 1908. ГТГ (вип. 2009)
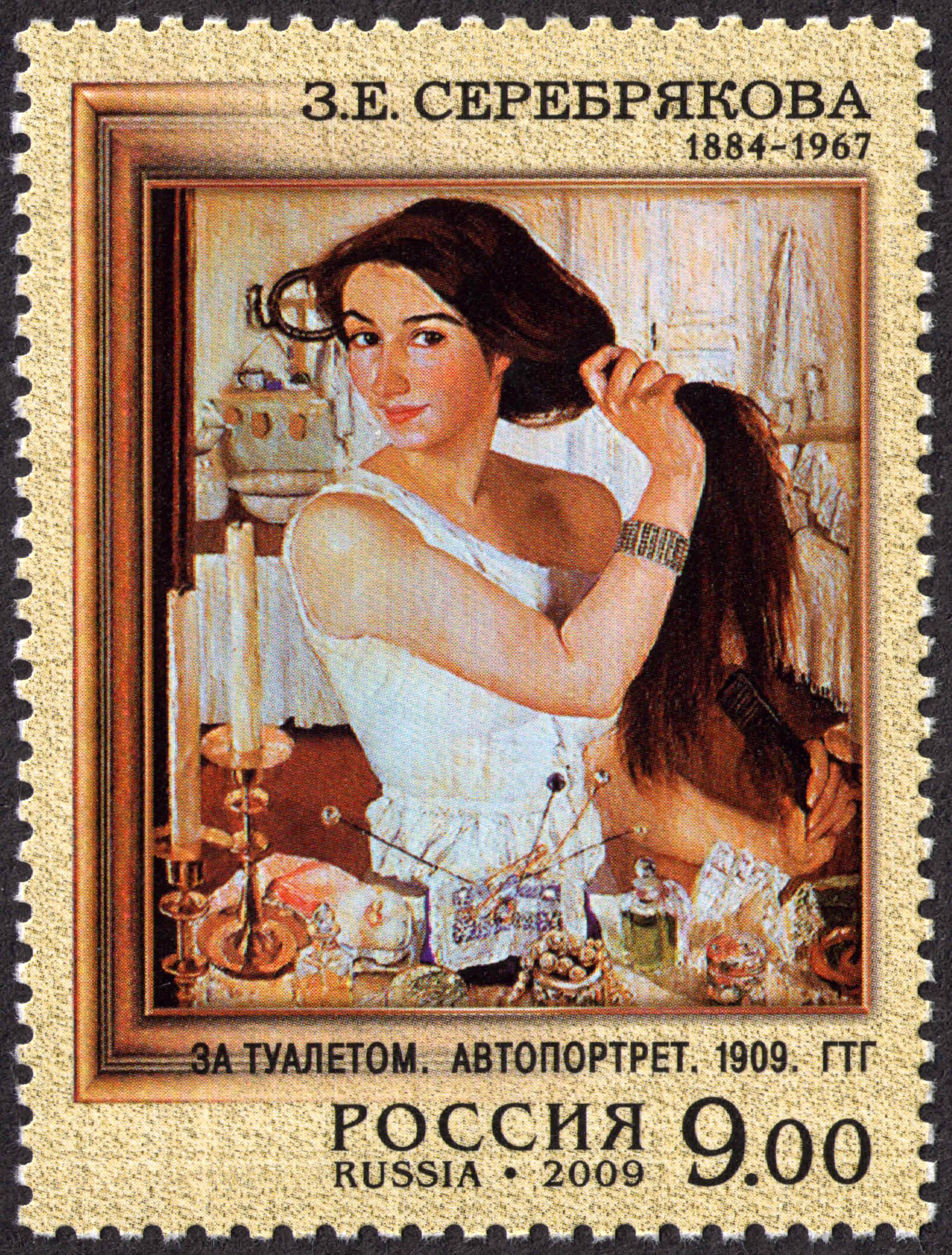
За туалетом. Автопортрет. 1909 (вип. 2009)

## Вибрані твори
Самопортрети
- Автопортрет, 1903
- Автопортрет, 1906
- Автопортрет у синьому, 1906
- Автопортрет. Біля туалетного столика, 1909[8]
- Автопортрет, 1910-і
- Автопортрет у шарфі, 1911
- Етюд дівчини. Автопортрет, 1911
- Автопортрет у костюмі П'єро, 1911
- Автопортрет із доньками, 1921
- Автопортрет із бантом, 1922
- Автопортрет із пензлем, 1924
- Автопортрет із палітрою, 1946
- Автопортрет, 1956

Портрети
- Портрет Лоли Браз, 1910
- Портрет Н. Чулкової, 1911
- Портрет матері, 1912
- Портрет О. О. Нікольської, 1920
- Портрет Г. І. Тесленко, 1920
- Портрет балерини Гейденрейх, 1923
- Портрет Іванова С. П., 1941
- Портрет Сержа Лифаря, 1961

Інші картини
- У лазні (1913).
- Жнива (1915).[9]
- Вибілювання полотна (1917).
- Версаль. Дахи містечка (1924).
- Версальський парк (1926).
- Марокканка в білому одязі (1928).
- Париж. Люксембургзький сад (1930).
- Колліур. Катя на терасі (1930).
- Колліур. Порт із човнами (1930).
- Флоренція. Понте Веккіо (1932).
- Альпи. Селище в Савойї (1933).
- Бретань, Франція. Скошене поле (1934).
- Париж. Тюїльрі (1942).

## Галерея

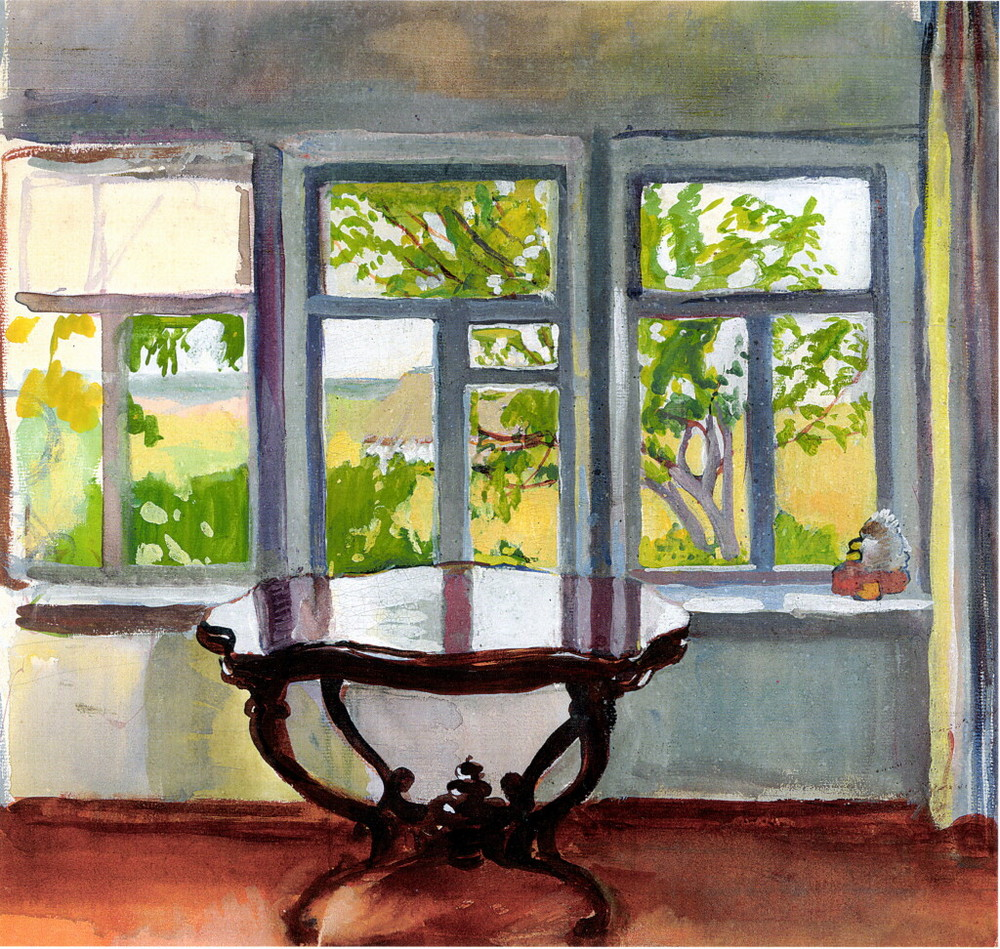
Веранда весною, акварель, 1900
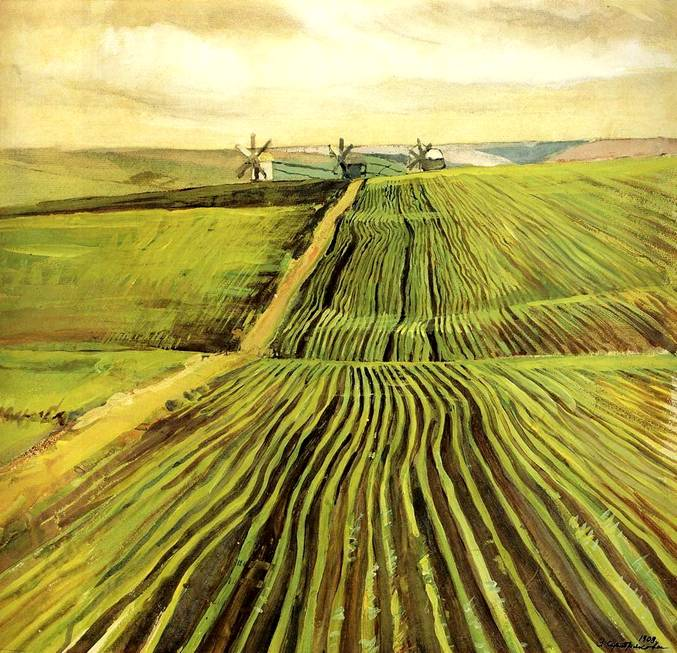
Зеленя восени, 1908
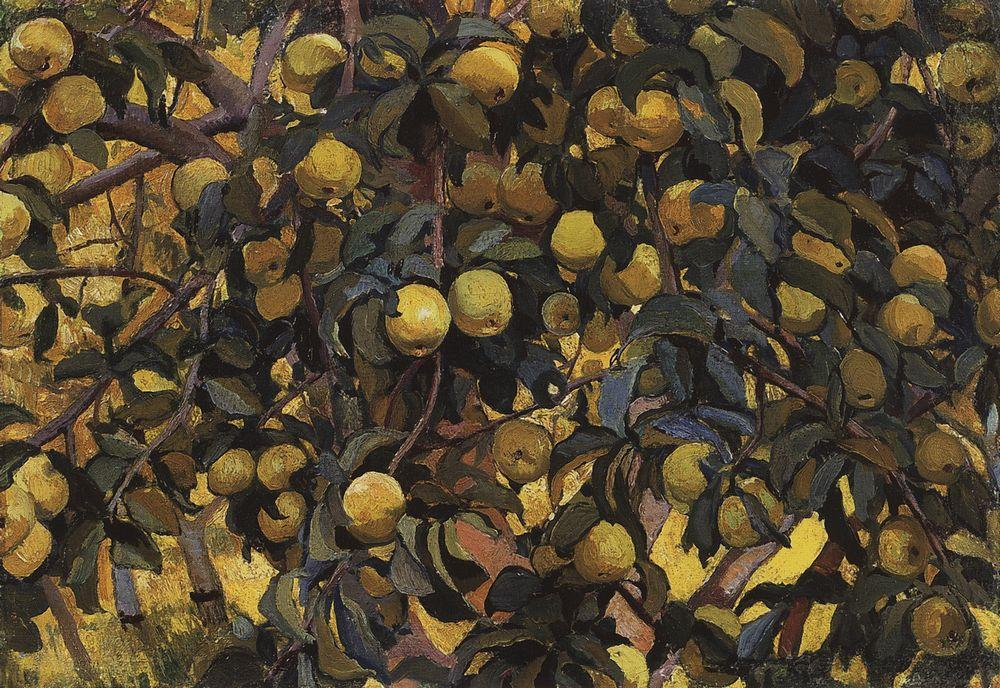
Яблука на гілці, 1910
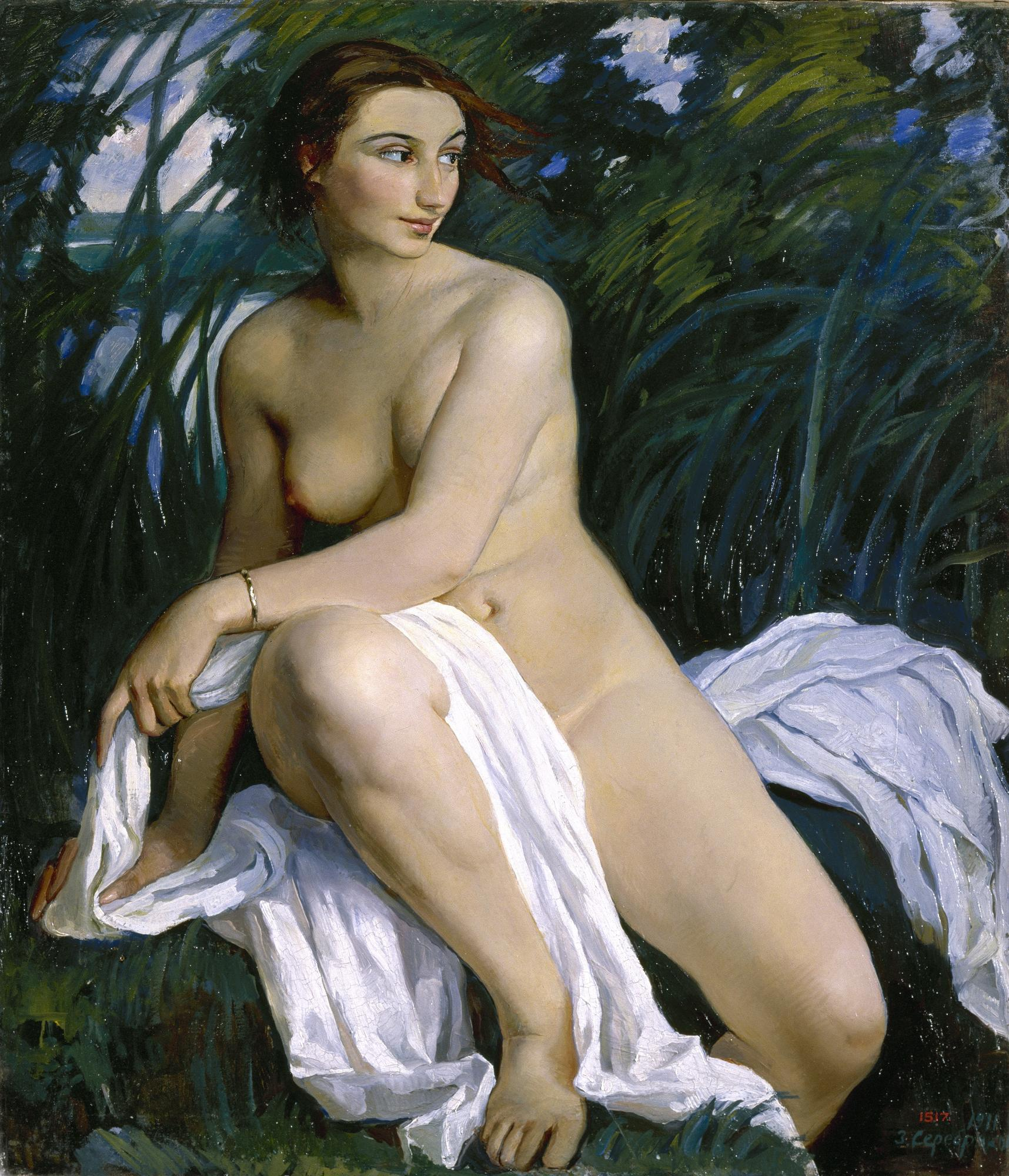
Купальщиця, 1911
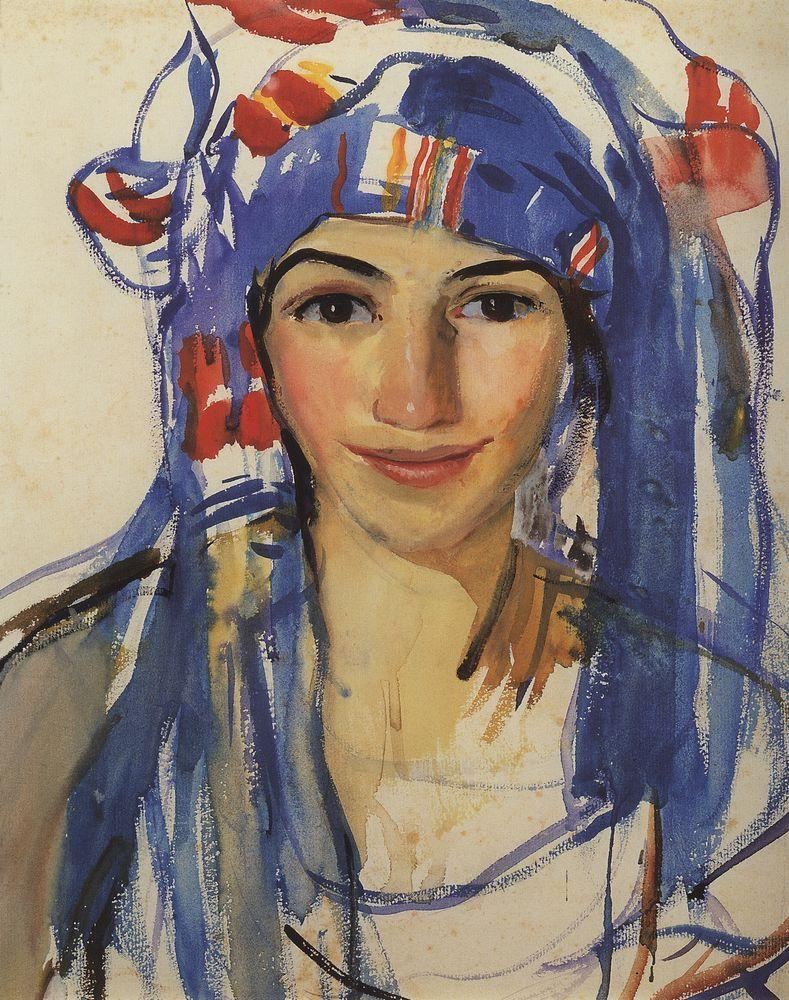
Автопортрет у шарфі, 1911
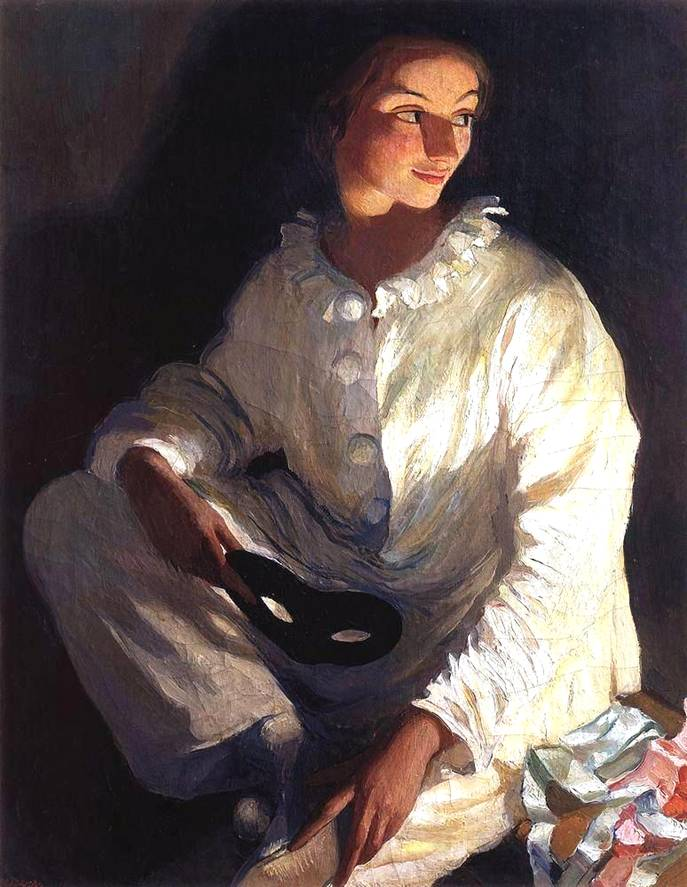
Автопортрет у костюмі П'єро, 1911, Одеський національний художній музей
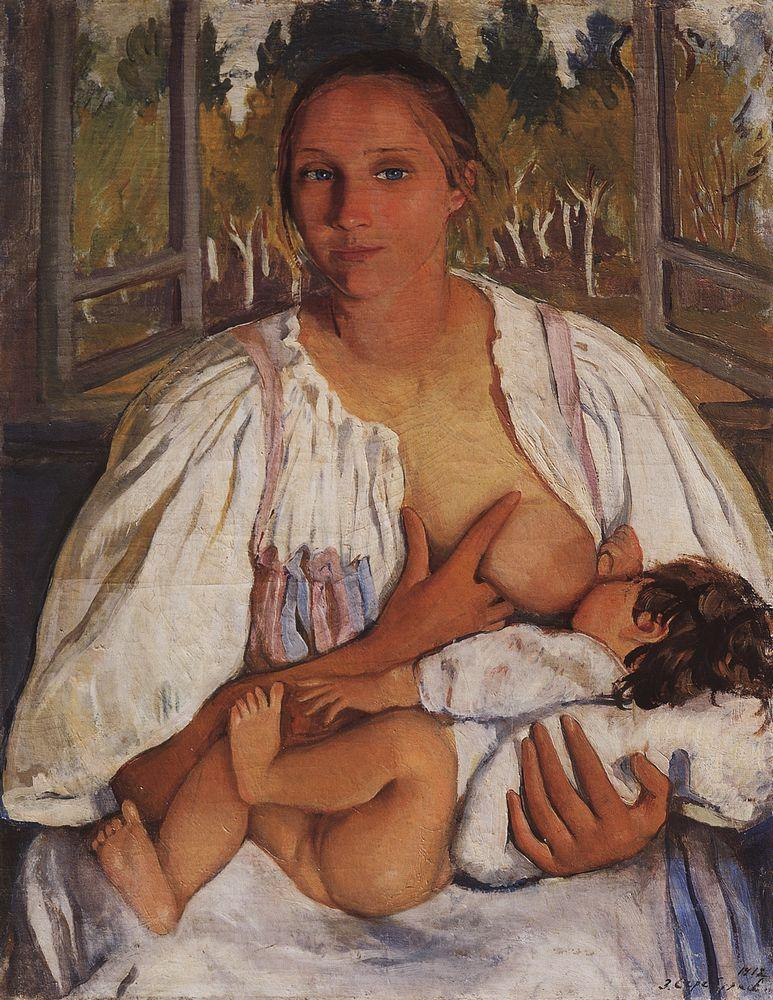
Годувальниця з дитиною, 1912
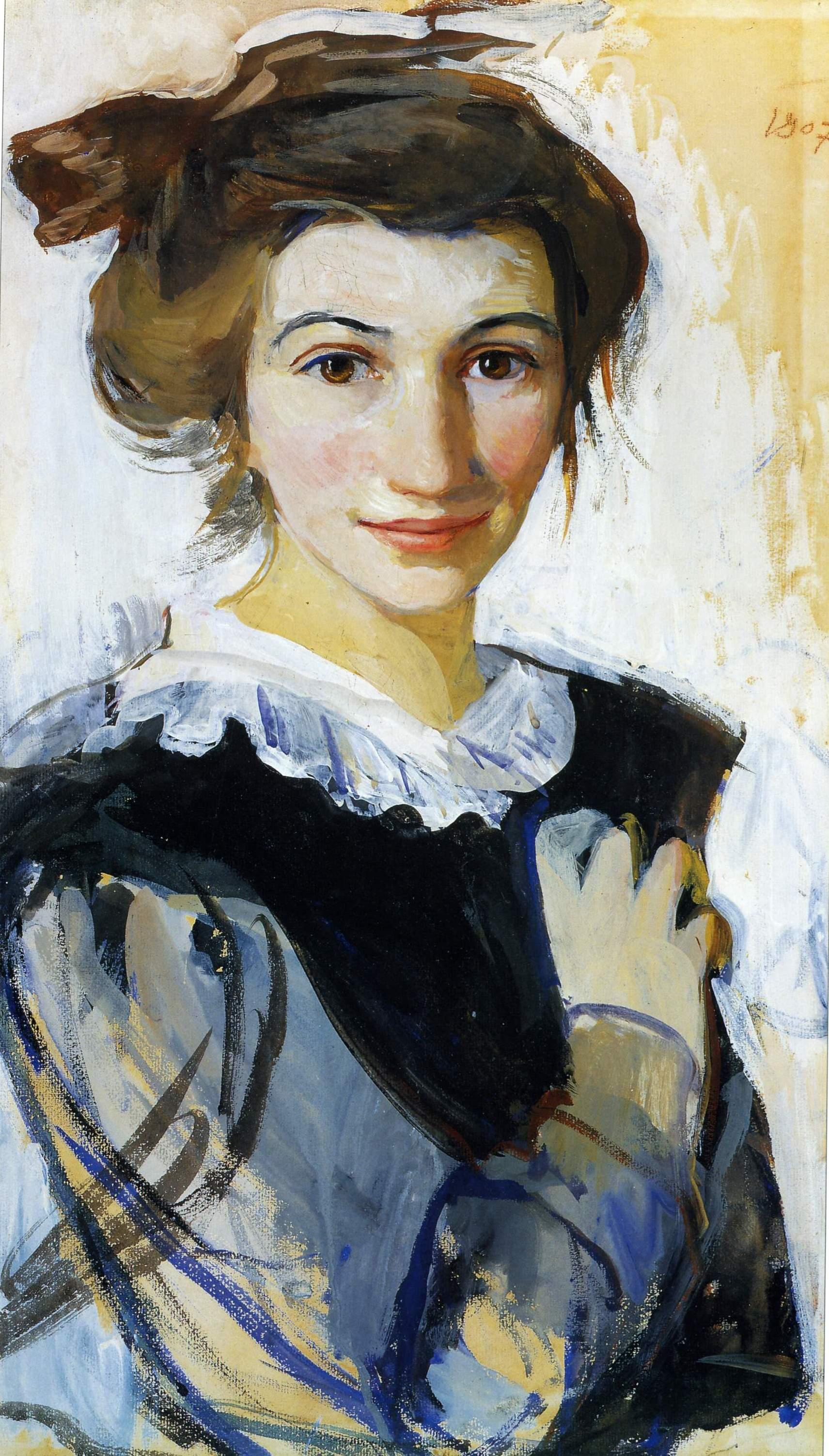
Автопортрет у чорній сукні з білим коміром, 1907, Національний музей «Київська картинна галерея»
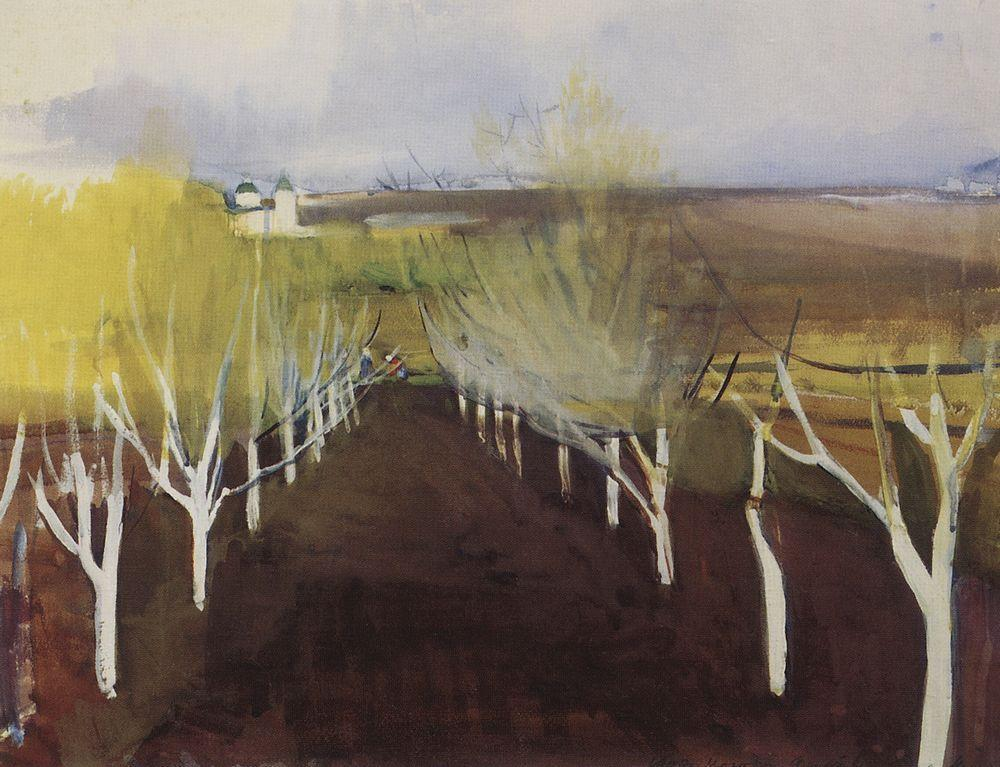
Плодовий сад, 1908
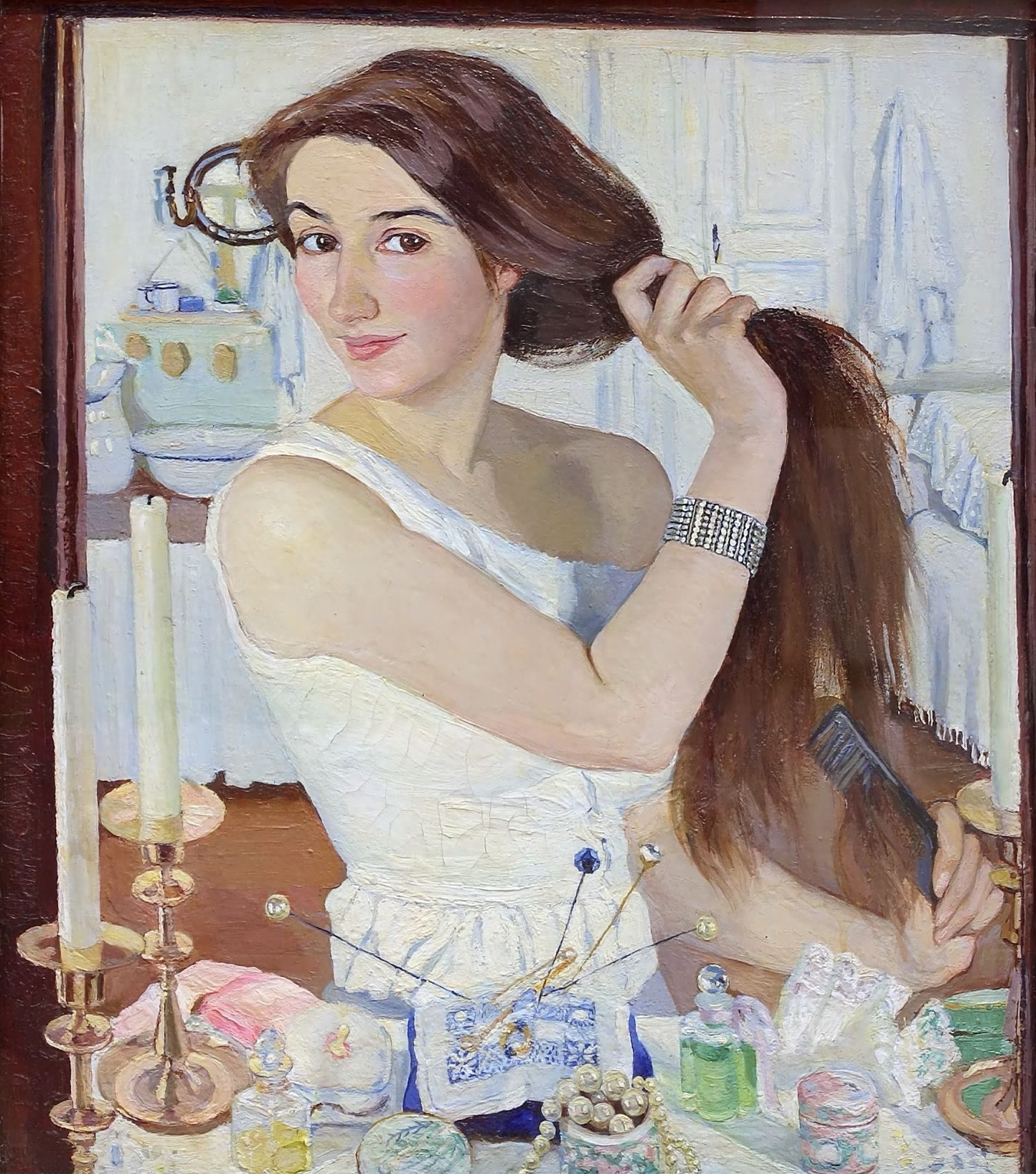
За туалетом. Автопортрет, 1909, Третьяковська галерея
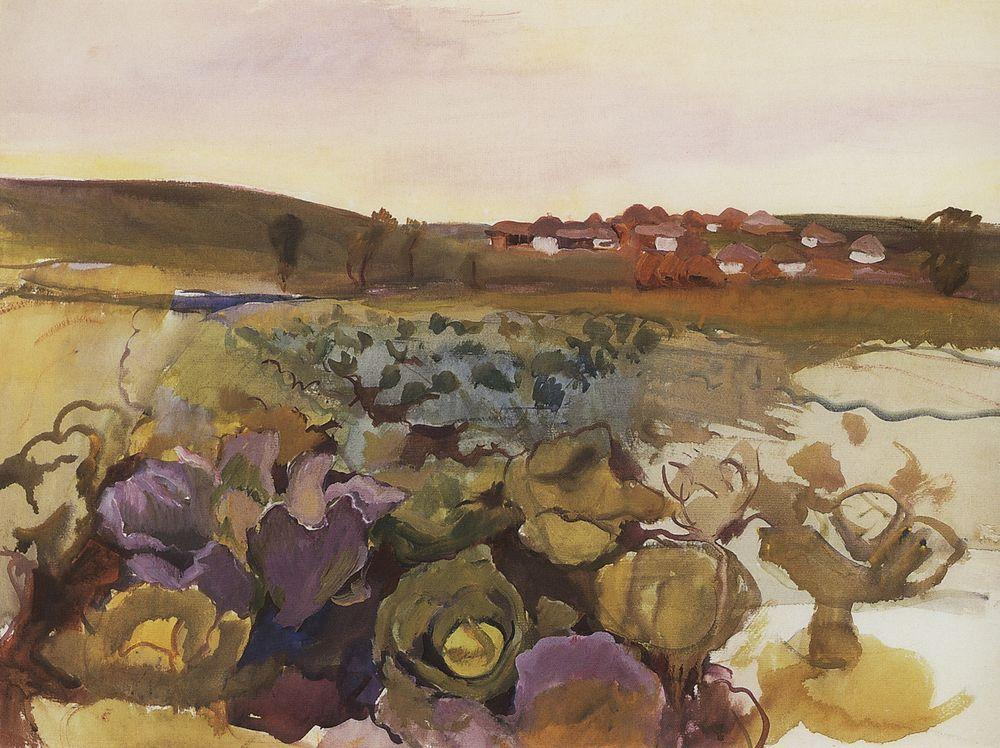
Капуста. Село Нескучне, 1909
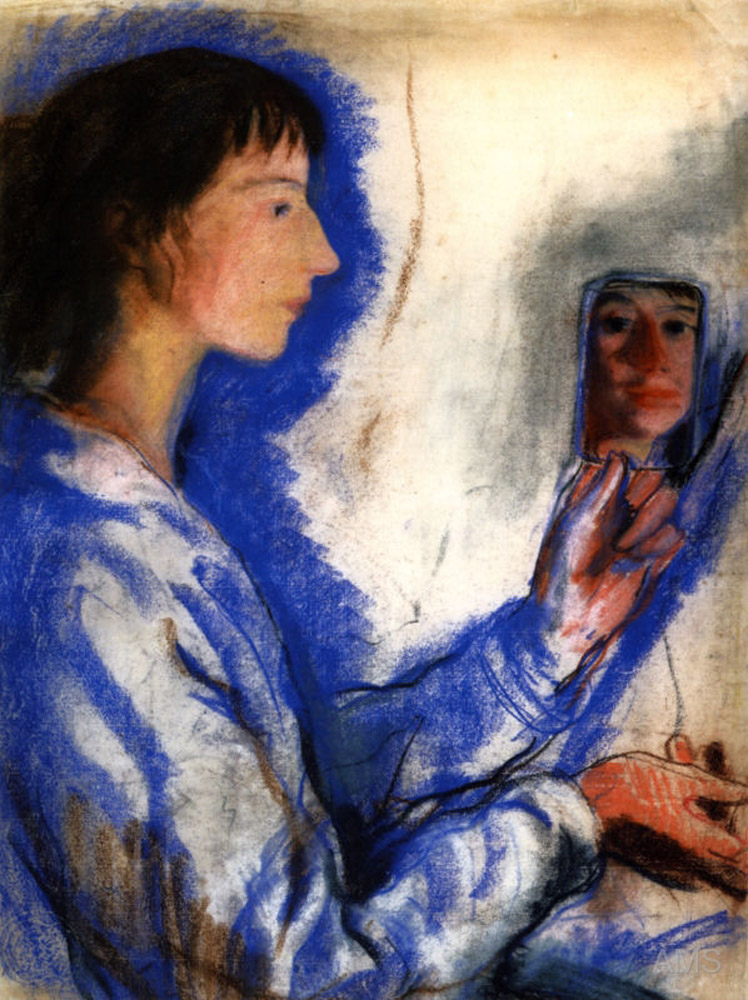
Автопортрет, 1910
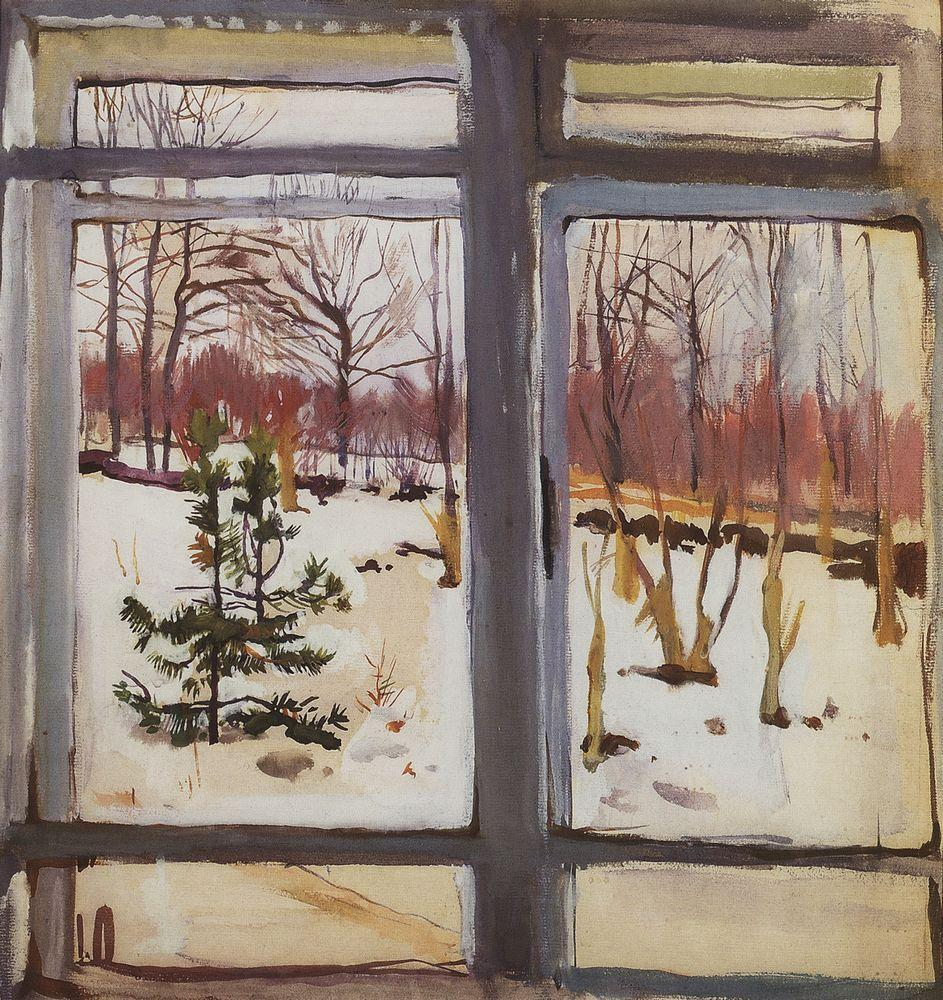
Вікно, 1910
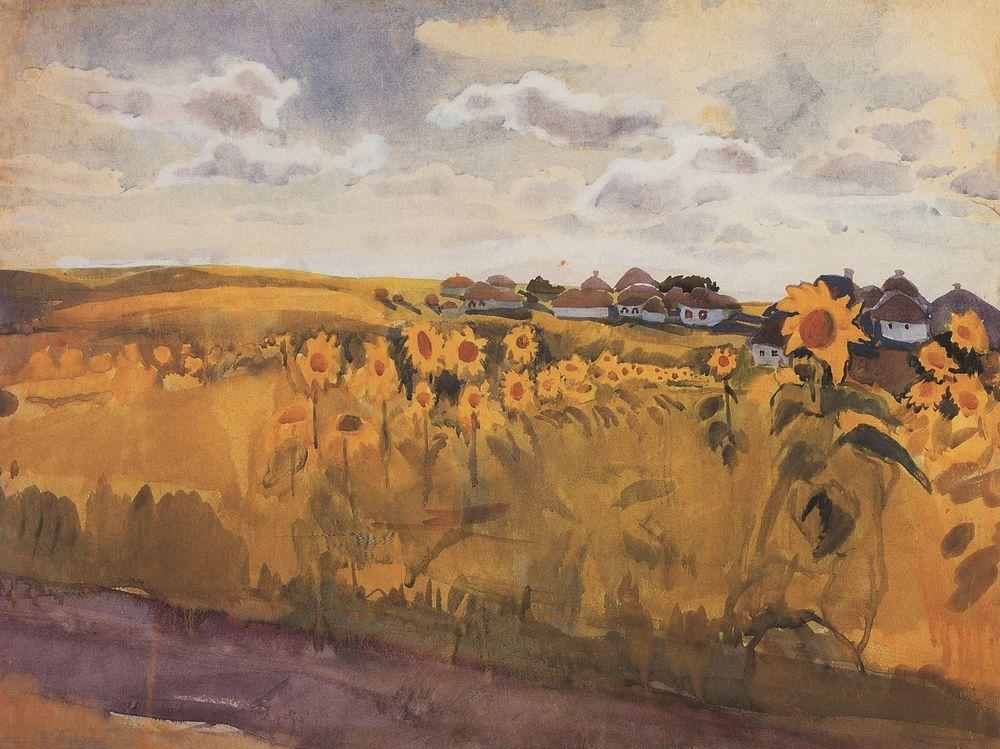
Осінь, 1910
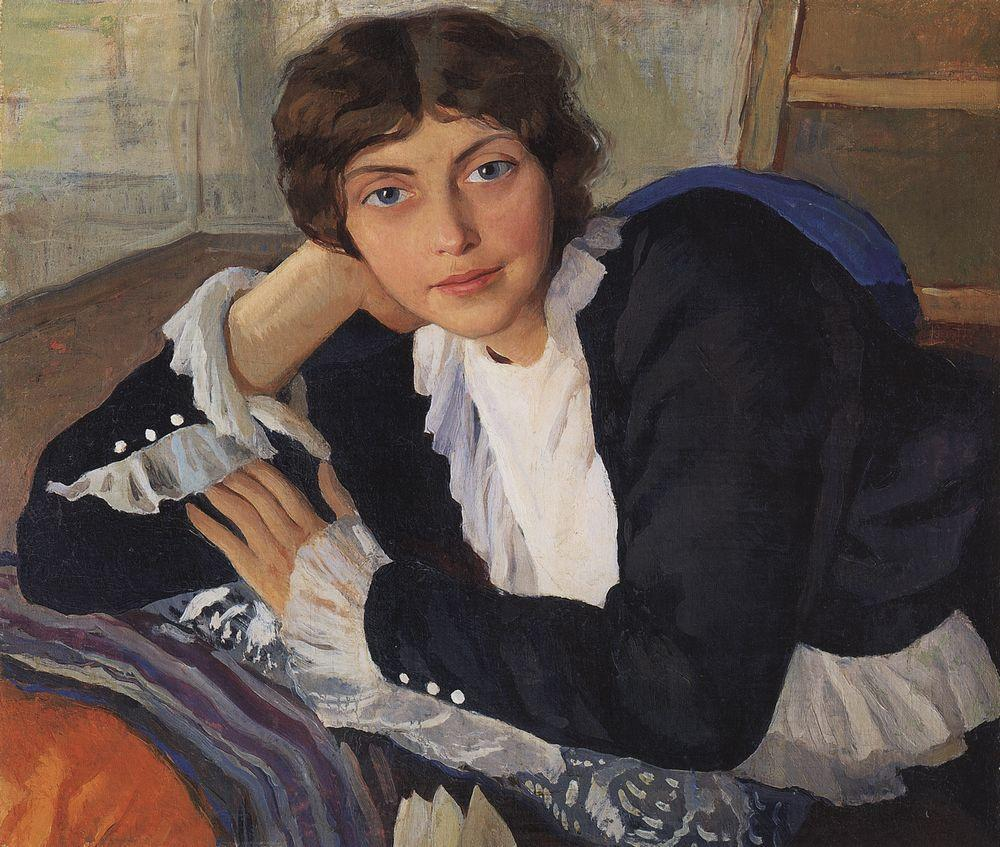
Портрет Лоли Браз, 1910
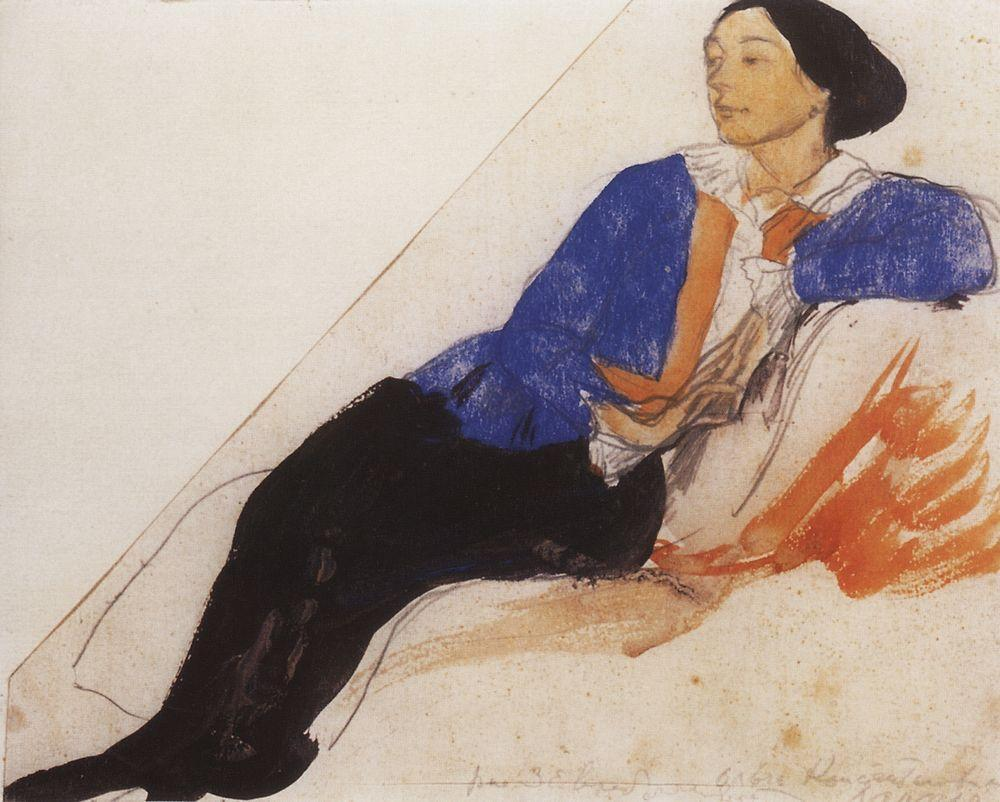
Портрет О. К. Лансере, 1910
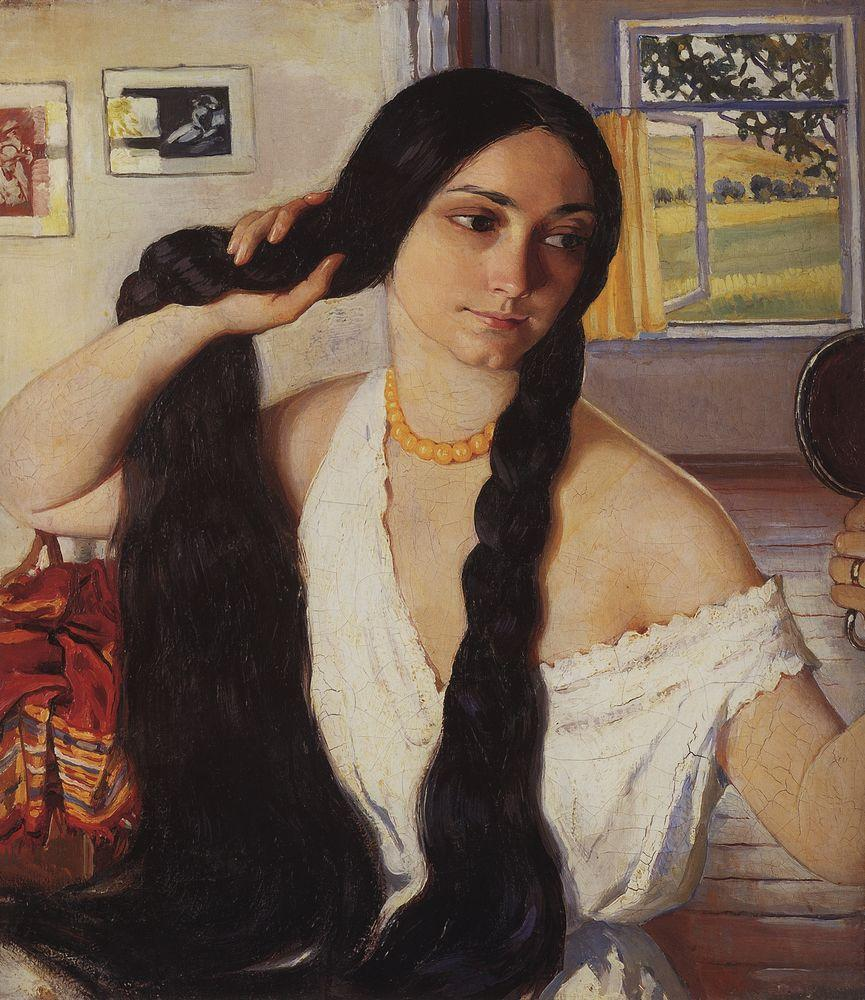
Портрет Ольги Лансере. 1910
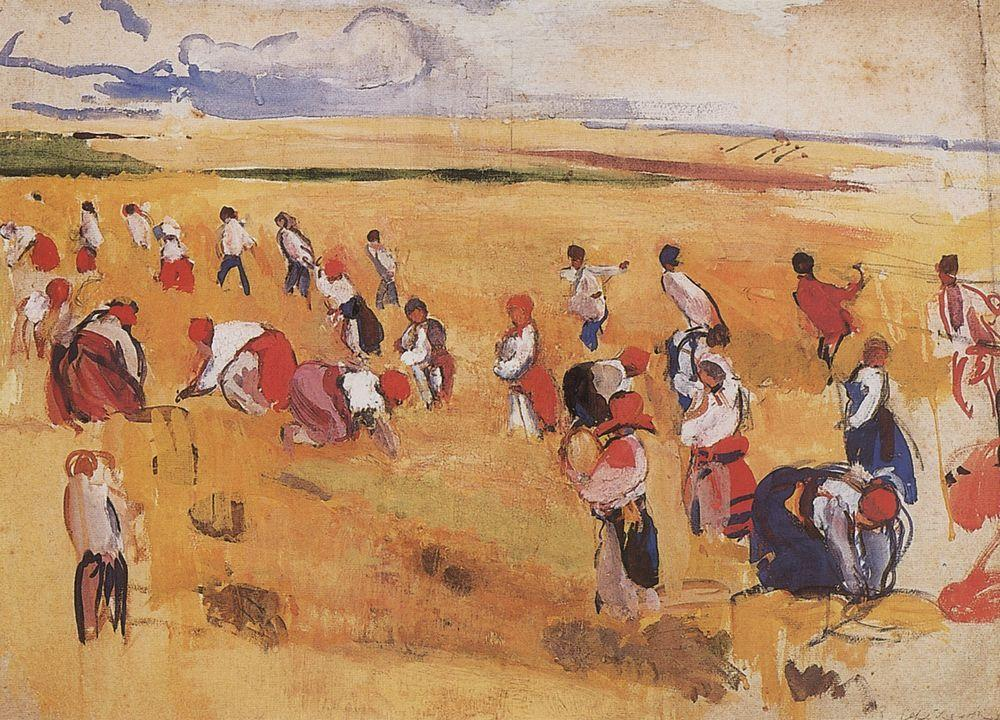
Жнива, 1910
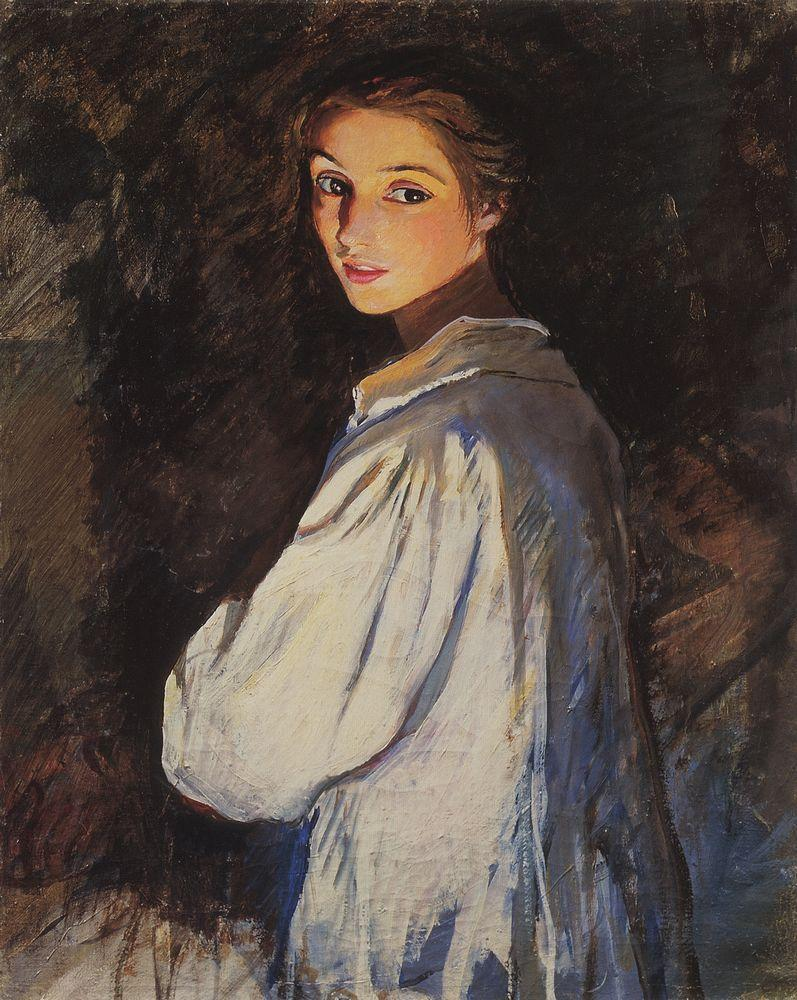
Дівчина зі свічкою, 1911
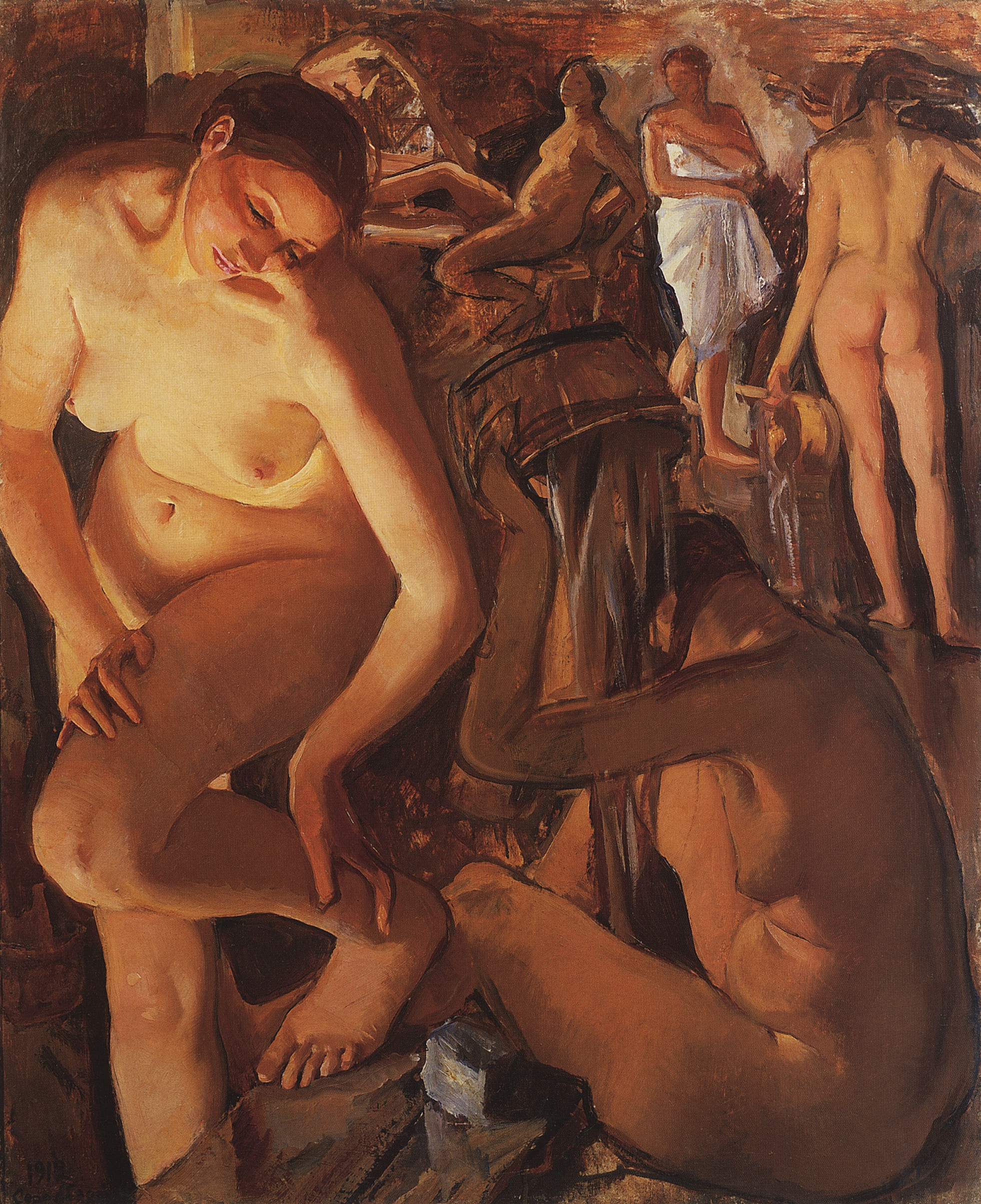
Лазня (етюд), 1912
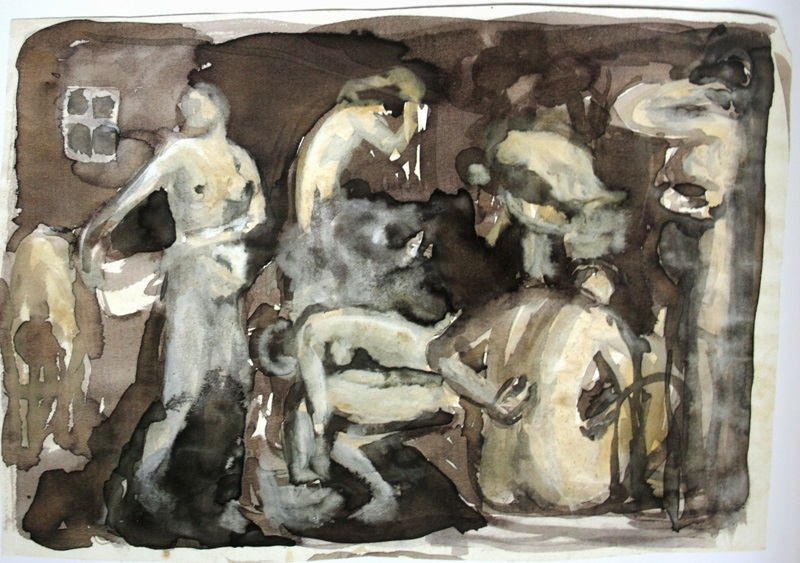
Лазня (етюд), 1912-1913
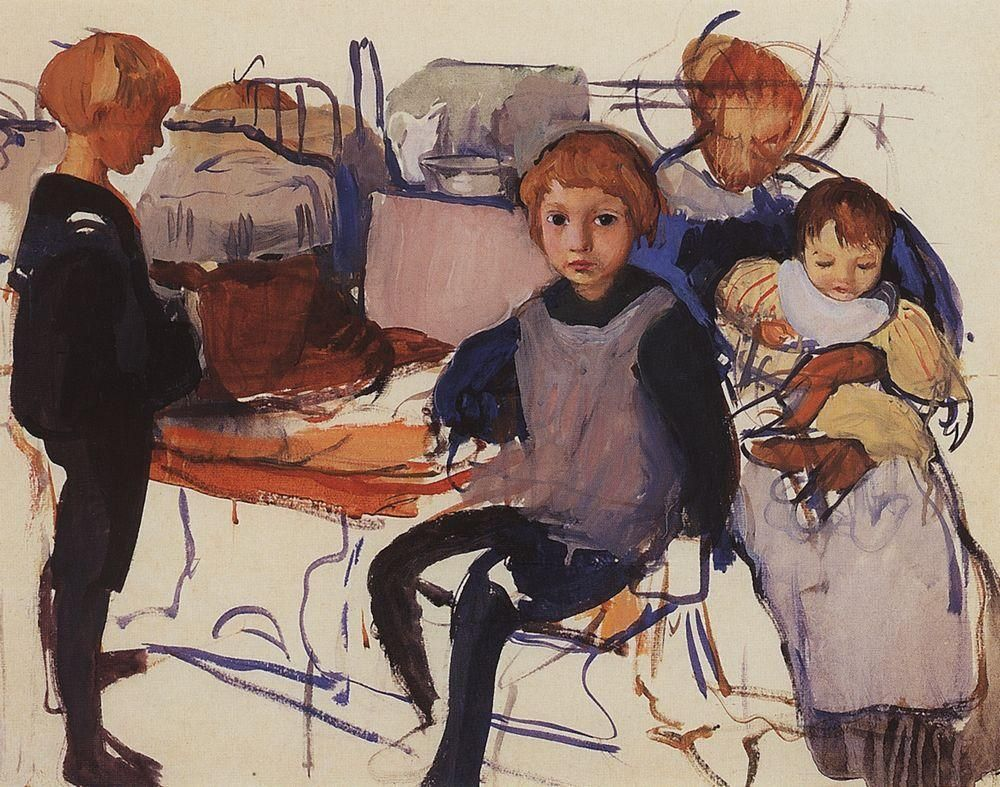
У дитинстві. Нескучне (етюд), 1913
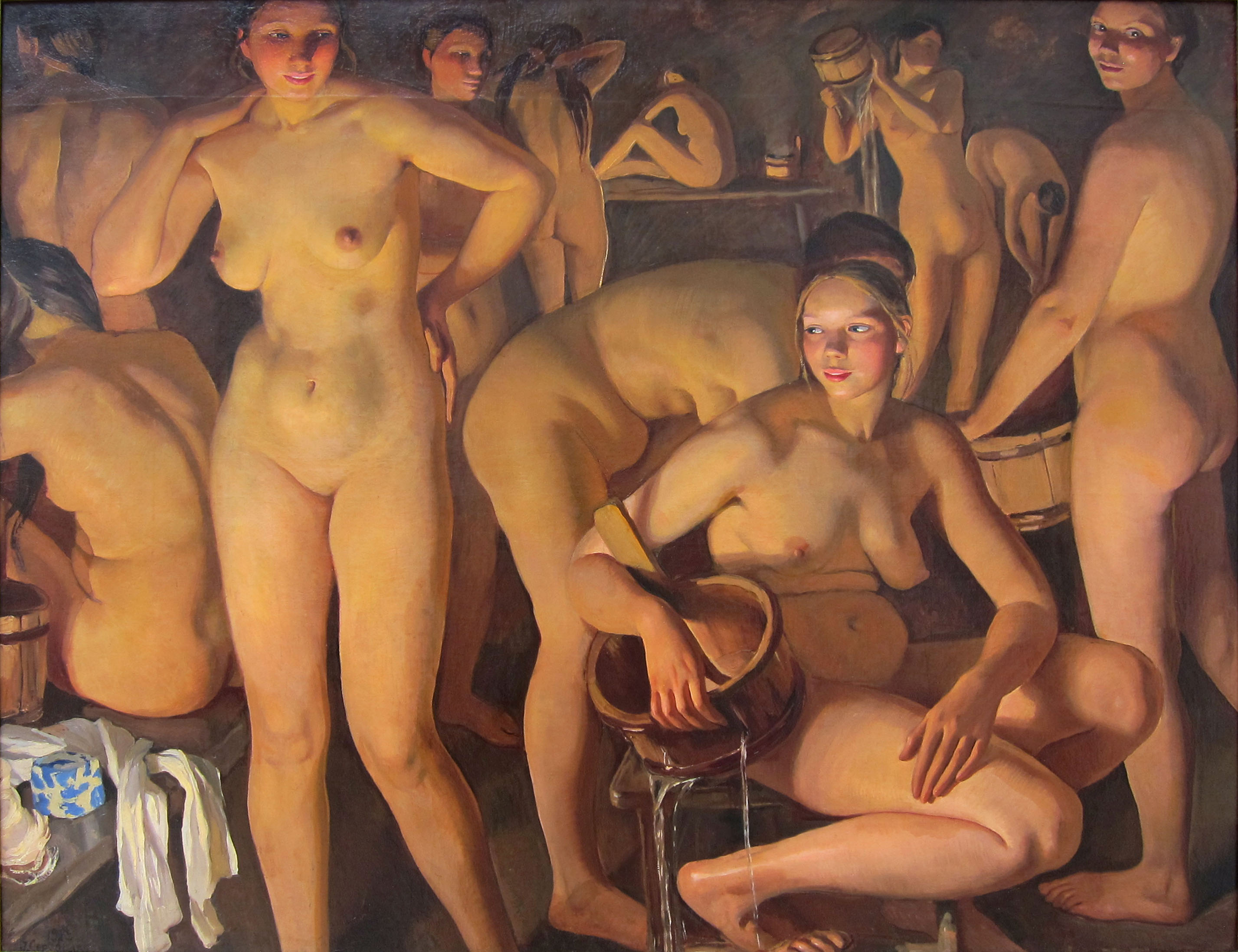
Лазня, 1913
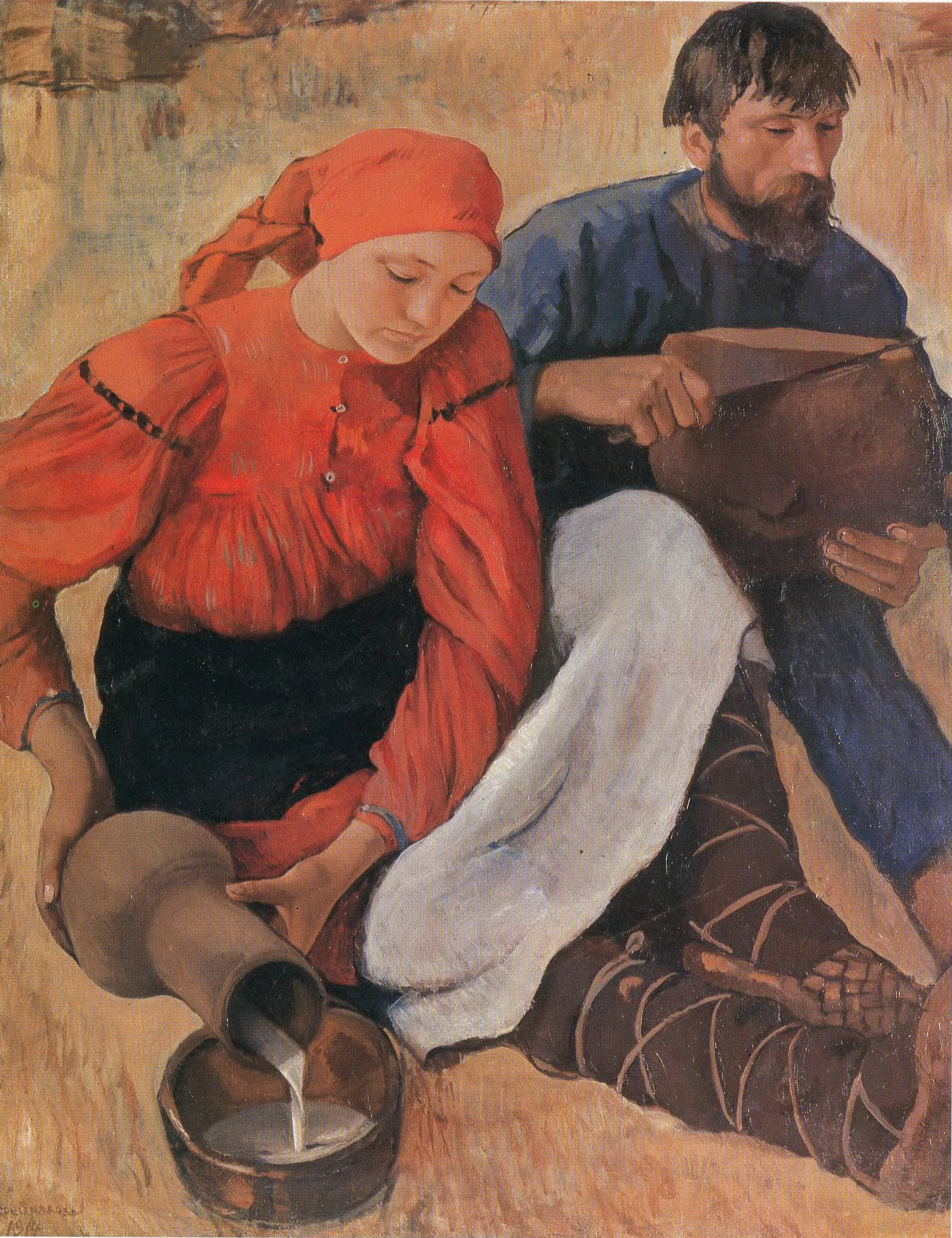
Селяни, 1914
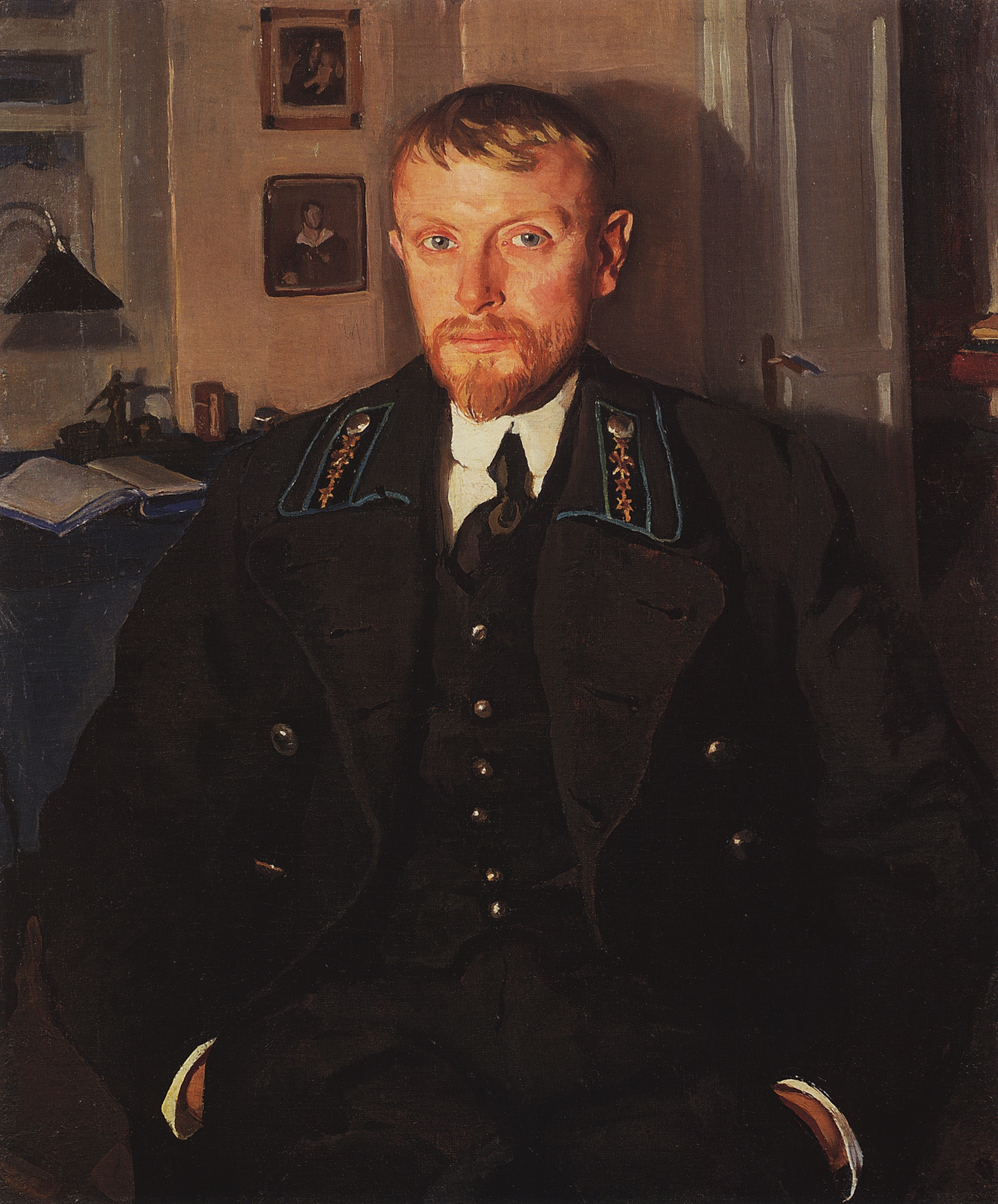
Портрет Б. А. Серебрякова, 1913
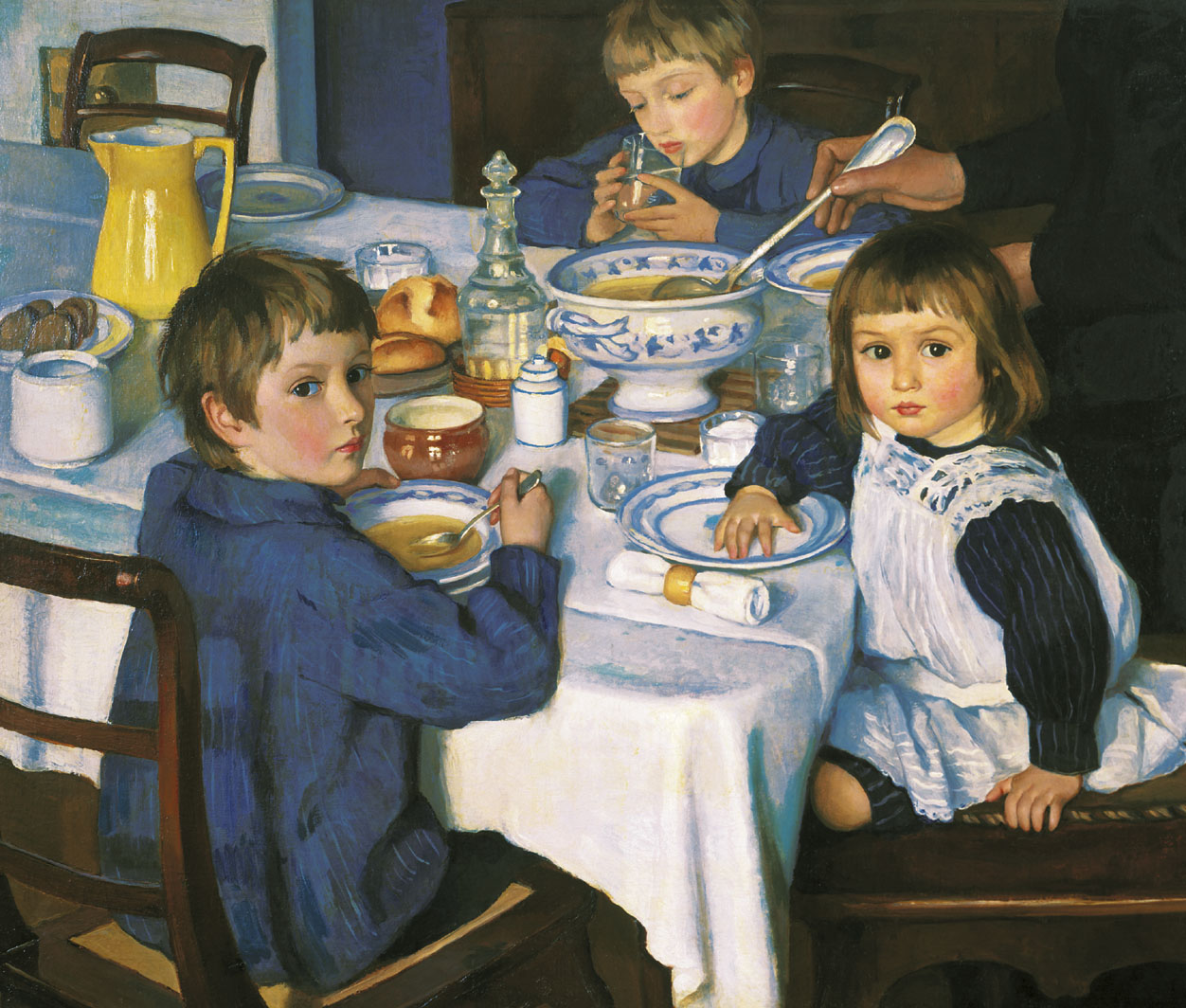
За сніданком, 1914
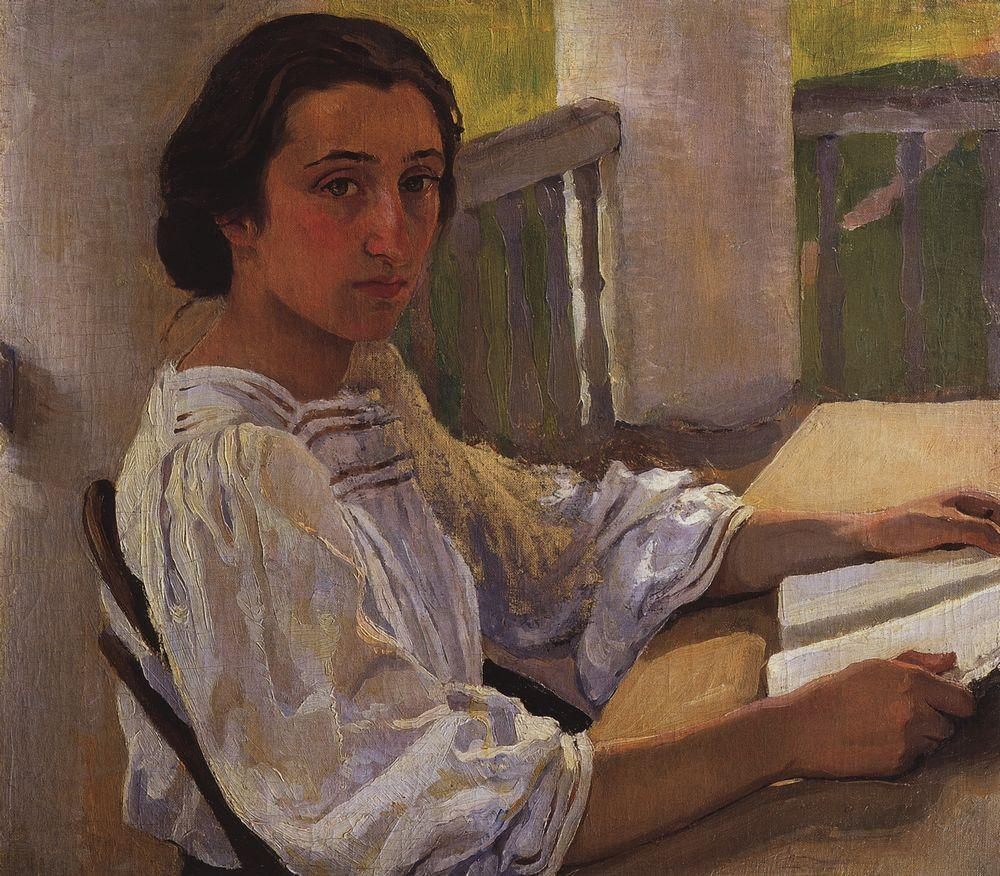
Портрет М. Е. Солнцевої, сестри художниці, 1914
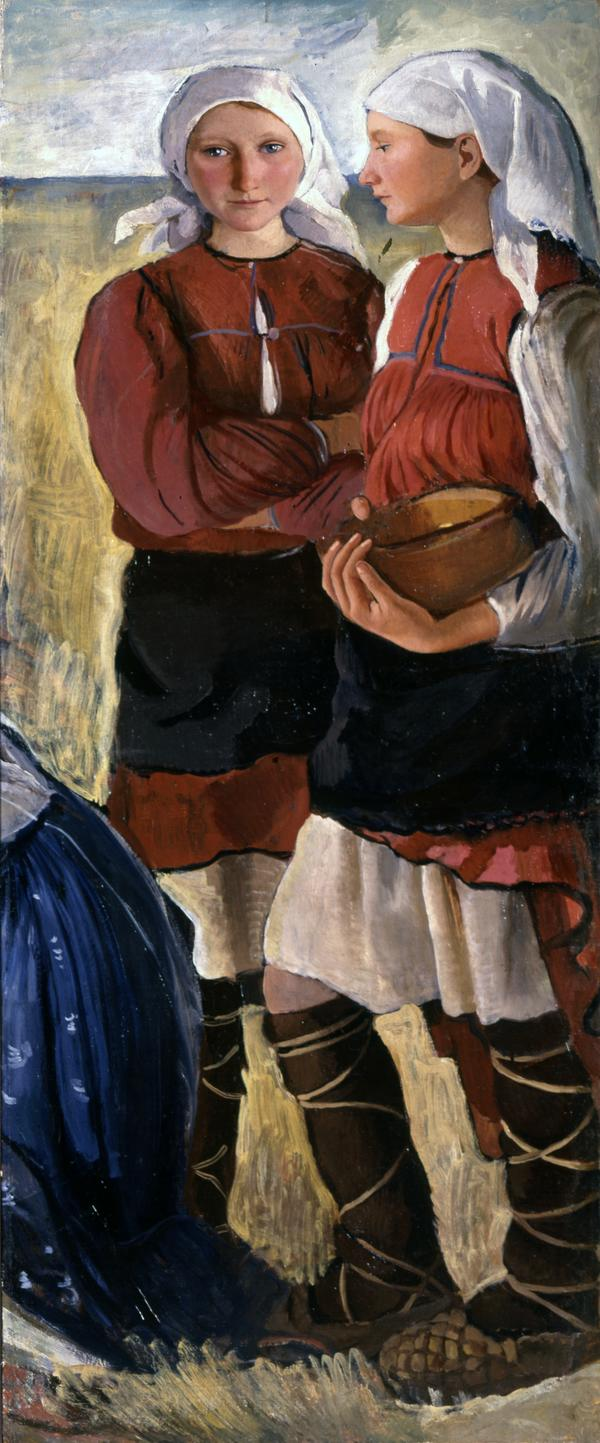
Дві селянські дівчини, біля 1914
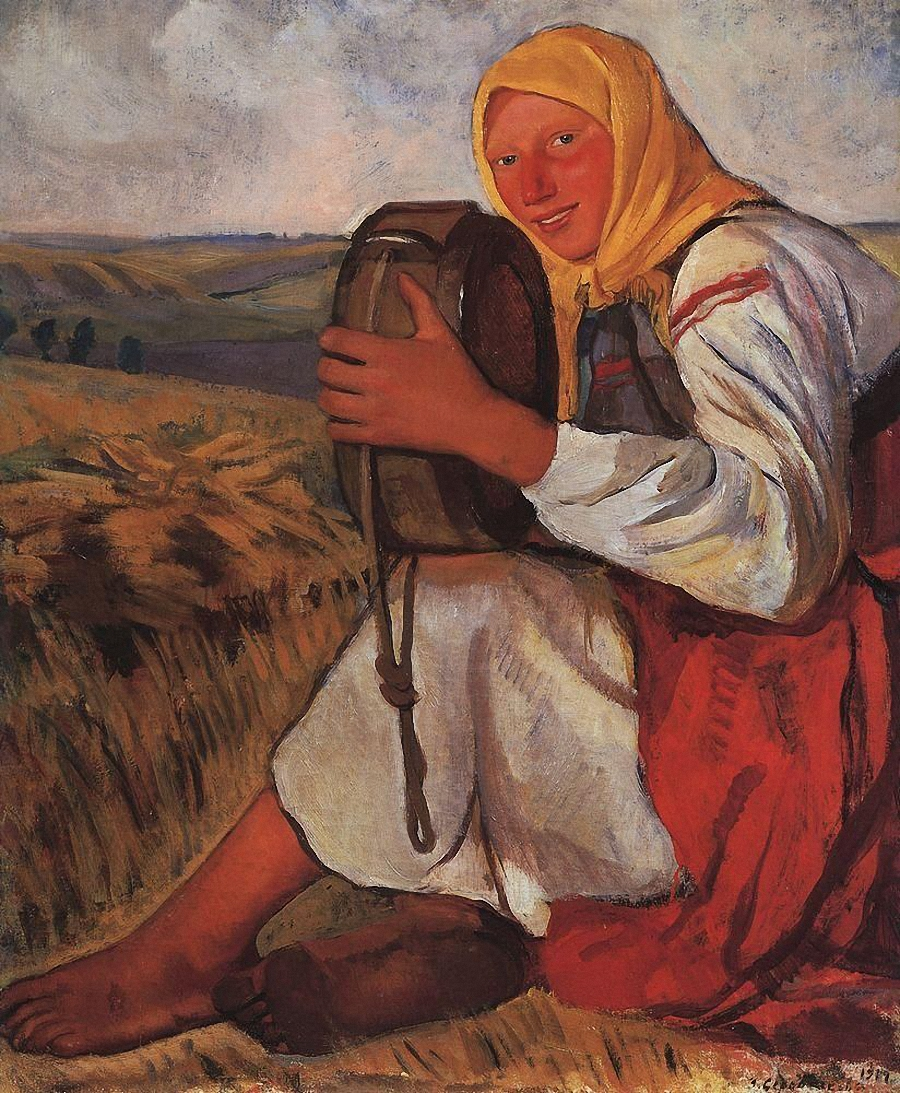
Селянка з квасником (етюд). Біля 1914
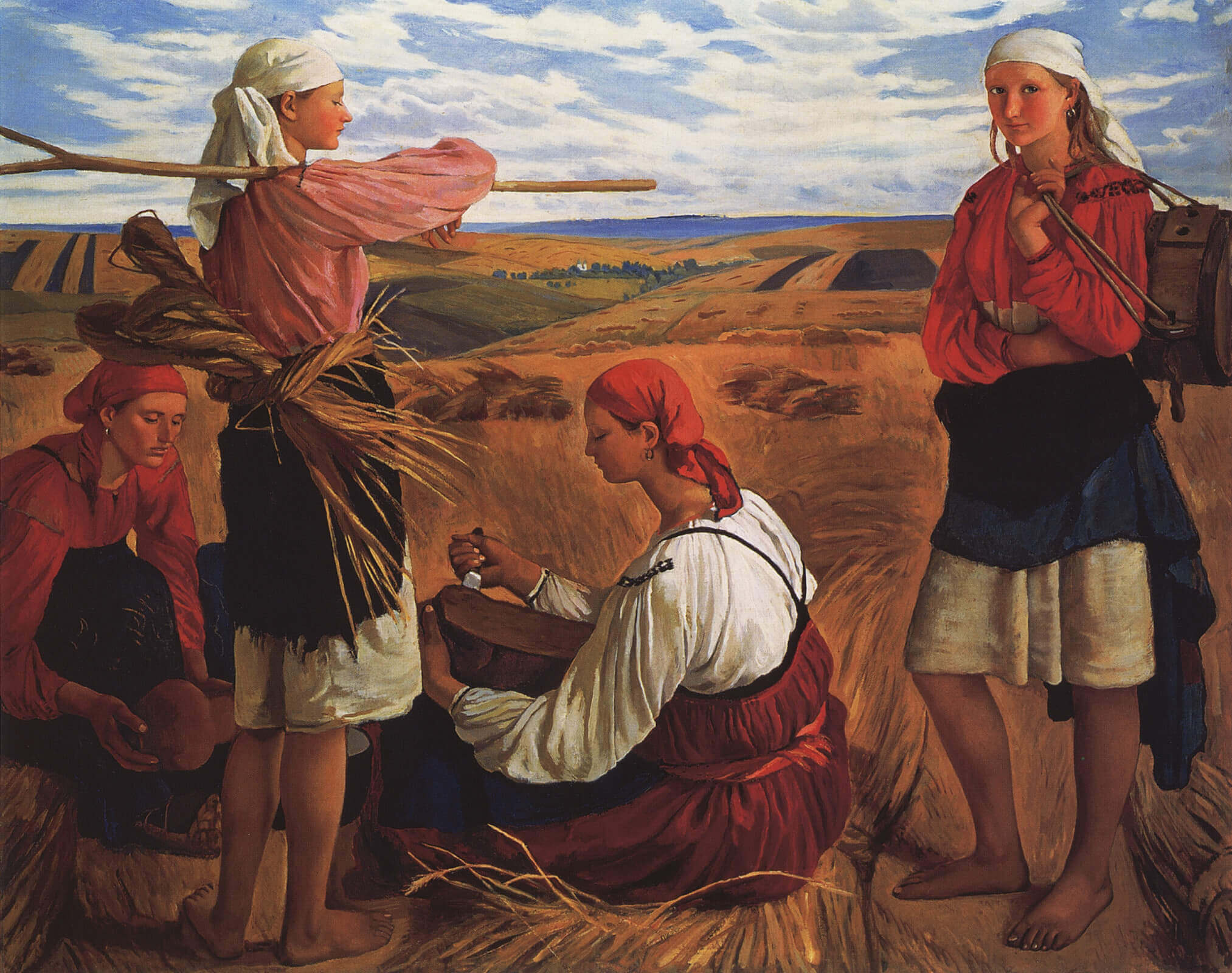
Жнива. 1915, Одеський національний художній музей
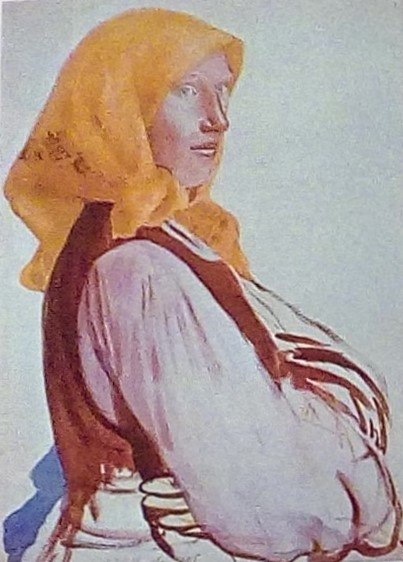
Селянська дівчина Поля (етюд), 1915
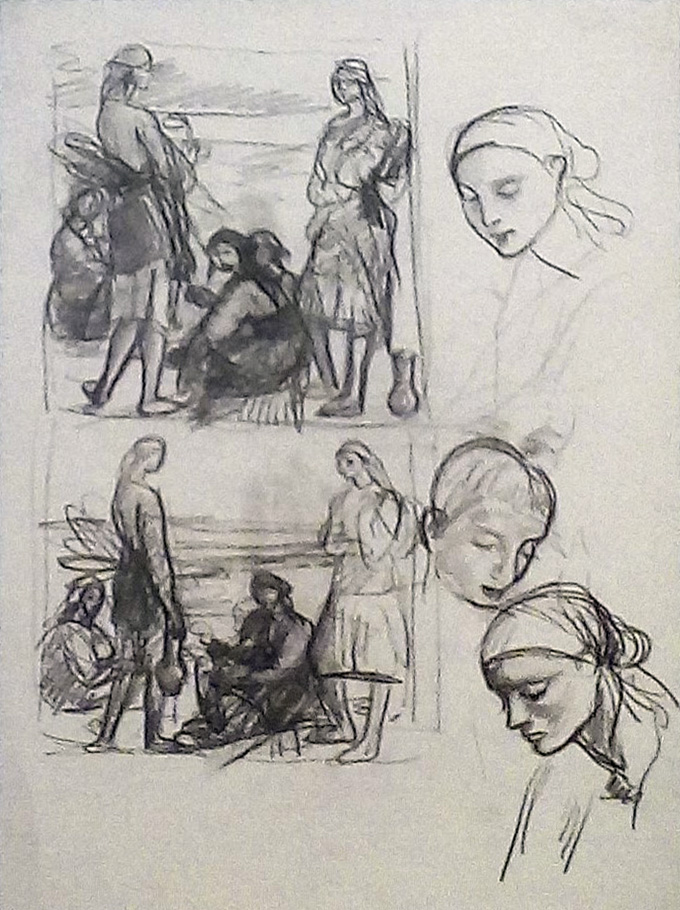
Жнива (ескіз). Біля 1915
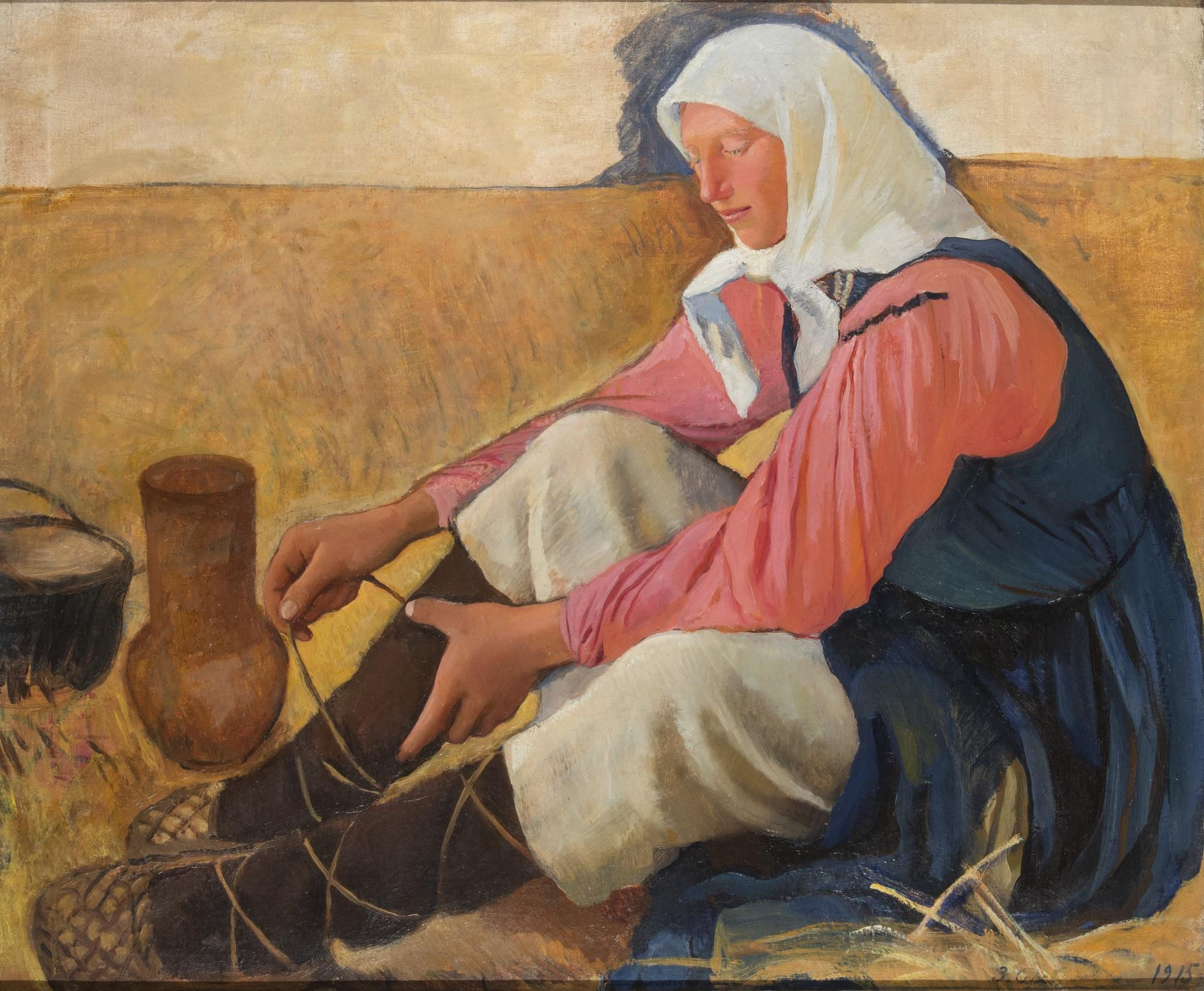
Селянка, що взувається (етюд). Біля 1915
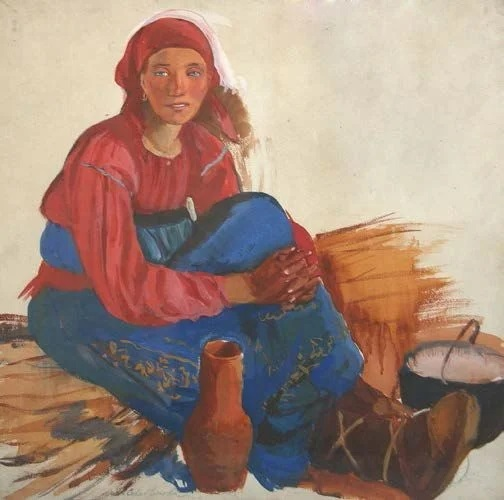
Селянка, що сидить з горщиком (етюд). Біля 1915

## Писемна спадщина
- Зінаїда Серебрякова. Листи. Сучасники про художницю. Автор-упорядник В. Князева. Москва, 1987. Стор. 301 (рос. Серебрякова З. Е. Письма; Современники о художнице / Авт.-сост., вступ. ст. В. Князева; авт. примеч. Ю. Н. Подкопаева. — М.:Изобразит. искусство, 1987. — 301 с.:ил.)
- Сергій Ростиславович Ернст. З. Є. Серебрякова. Петроград, 1922. (рос. Эрнст С. Р. З. Е. Серебрякова. Петроград: Аквилон, 1922. 31 с.) — твір-біографія написана за життя Зінаїди Серебрякової родинним біографом і мистецтвознавцем Сергієм Ернстом